# Oldsmobile 88
La 88 (pronunciato eighty-eight, cioè “ottantotto”) è stata un'autovettura full-size prodotta dalla Oldsmobile dal 1949 al 1999 in undici serie. Dal 1989 la sigla numerica nel nome fu sostituita dalla dicitura Eighty-Eight.

## Il contesto
Dal 1950 al 1974, in particolare nei primi anni di commercializzazione (1949-1951), la 88 fu il modello più venduto, e quindi anche il più rappresentativo, del marchio Oldsmobile. In questo triennio la 88 fu tra i modelli con migliori prestazioni grazie alle dimensioni contenute, al basso peso e al motore V8 a valvole in testa. Questo motore, infatti, era un propulsore ad alte prestazioni che fu studiato originariamente per la più grande e lussuosa 98, ma venne poi utilizzato anche su carrozzerie più leggere, come quelle della 88. Il corpo vettura di quest'ultima era già impiegato sulla piccola 76, che utilizzava però un motore in linea a sei cilindri. La 88 è da considerarsi un modello precursore delle muscle car, che furono poi vendute negli anni sessanta.
La 88 fu commercializzata in vari tipi di versioni, tutte contraddistinte da un nome peculiare, come Delmont, Delta, Dynamic, Jetstar, Starfire, Super, Holiday, L/S, LSS, Celebrity e Royale, sempre seguito dalla sigla “88”. La versione Fiesta comparve come familiare tra gli anni cinquanta e gli anni sessanta. Fu particolarmente di successo il modello Dynamic 88.

## La prima serie: 1949-1953
La Oldsmobile introdusse la 88 nel 1949 con il nome completo di Rocket 88 . La sua denominazione completava la gamma offerta all'epoca dalla Casa automobilistica, che era costituita dalla 76 e dalla 98. La 88 era montata sul pianale A della General Motors, già utilizzato sulla 76, su cui era installato un motore V8 Rocket; questa combinazione formata da un piccolo e leggero corpo vettura e un potente propulsore, fece della 88 un anticipatore delle muscle car. Le trasmissioni offerte furono un cambio manuale a tre rapporti e una trasmissione automatica a quattro velocità. Il motore era anteriore, mentre la trazione era posteriore.
Le prestazioni elevate della vettura consentirono alla 88 di partecipare alla serie di gare NASCAR. Il modello vinse 6 delle 9 gare nel 1949, 10 delle 19 gare nel 1950 e 20 delle 41 gare nel 1952; alla fine il suo dominio fu interrotto dalla potente Hudson Hornet, anche se la 88, grazie alle sue vittorie, rimase nell'immaginario collettivo come la prima “regina della NASCAR”. Questi successi sportivi, confermati dalla vittoria nella massacrante Carrera Mexico, portarono un forte incremento delle vendite. Infatti, l'economia, dopo la Seconda guerra mondiale, era in forte espansione e la Rocket 88 ebbe un buon successo tra gli ex-soldati che parteciparono al conflitto, grazie alla sua immagine di auto sportiva. Gli ex-soldati, infatti, erano stati abituati a guidare potenti automezzi militari, e la Rocket 88 era una vettura con prestazioni brillanti che ben si adattava a questo giovane pubblico.
La Rocket 88 esordì con un grande successo, e ispirò un famoso slogan degli anni cinquanta, "Make a Date with a Rocket 88" (cioè “Vai a un appuntamento con una Rocket 88”), e una canzone, "Rocket 88", che è considerata il primo brano rock and roll della storia. Anche grazie al successo della Rocket 88, la Oldsmobile utilizzò dal 1950 fino agli anni novanta un razzo (in lingua inglese, “rocket”) come logo della Casa.
Nel 1950 la Rocket 88 fu oggetto di un restyling, che incluse la sostituzione del parabrezza. Quest'ultimo originariamente era formato da due parti, che vennero sostituite da un vetro costituito da un pezzo unico. Nello stesso anno fu lanciata la versione hard-top. Diventò anche disponibile come optional anche un cambio manuale a tre rapporti con leva montata sul piantone dello sterzo; era installata di serie la trasmissione automatica Hydra-Matic. Nel 1950 la Rocket 88 superò nelle vendite la 76, che fu ritirata dal mercato nello stesso anno.
Nel 1951, la 88 divenne il modello base della gamma offerta dalla Oldsmobile grazie al ritiro del mercato della 76, che era mossa da un motore in linea a sei cilindri. Ciò significava che su tutte le Oldsmobile era installato un V8 Rocket. In questo anno fu introdotta la Super 88, che comprendeva interni più lussuosi della 88 base ed era basata sul pianale B della General Motors. Questa piattaforma aveva un passo di 3.100 mm ed era condivisa con la Buick Special. La 88 base invece era montata sul pianale A della General Motors, che venne ritirato dal mercato l'anno successivo.
Nel 1952, la 88 base condivideva il pianale B con la Super 88 e aveva un motore Rocket V8 da 5 L di cilindrata, 145 CV di potenza e carburatore doppio corpo, mentre la Super 88 possedeva un propulsore da 160 CV e un carburatore quadruplo corpo. Altre caratteristiche meccaniche non furono cambiate. Le uniche modifiche furono incentrate sulla calandra (che venne rinnovata completamente), sui fanali posteriori e sugli interni.
Nel 1953 la 88 base fu rinominata DeLuxe 88 solo per quest'anno, mentre la Super 88 continuò a essere commercializzata, rappresentando la versione maggiorata. I motori e le trasmissioni furono le stesse offerte l'anno precedente.
Dato che nel 1953 un incendio distrusse lo stabilimento General Motors di Livonia, nel Michigan, che era l'unico sito produttivo dove si realizzava il cambio Hydra-Matic. Ciò costrinse la Oldsmobile a costruire migliaia di esemplari, nel 1953, con il cambio automatico Dynaflow della Buick. Questa situazione continuò fino a quando la General Motors iniziò la produzione del cambio Hydra-Matic in un altro stabilimento.
Nuovi optional furono l'aria condizionata Frigidaire, il servosterzo e il servofreno.

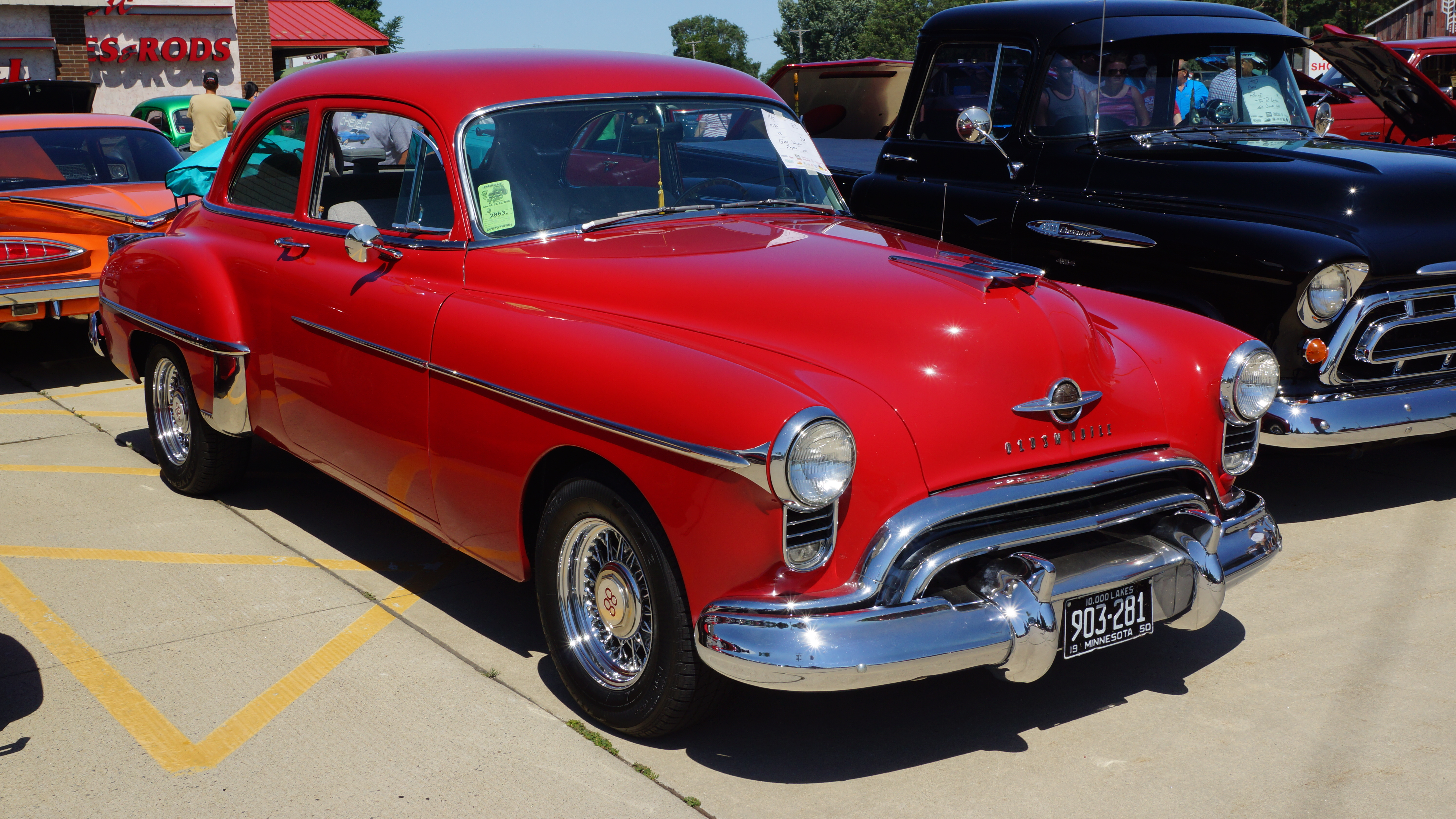
Una Oldsmobile 88 del 1950
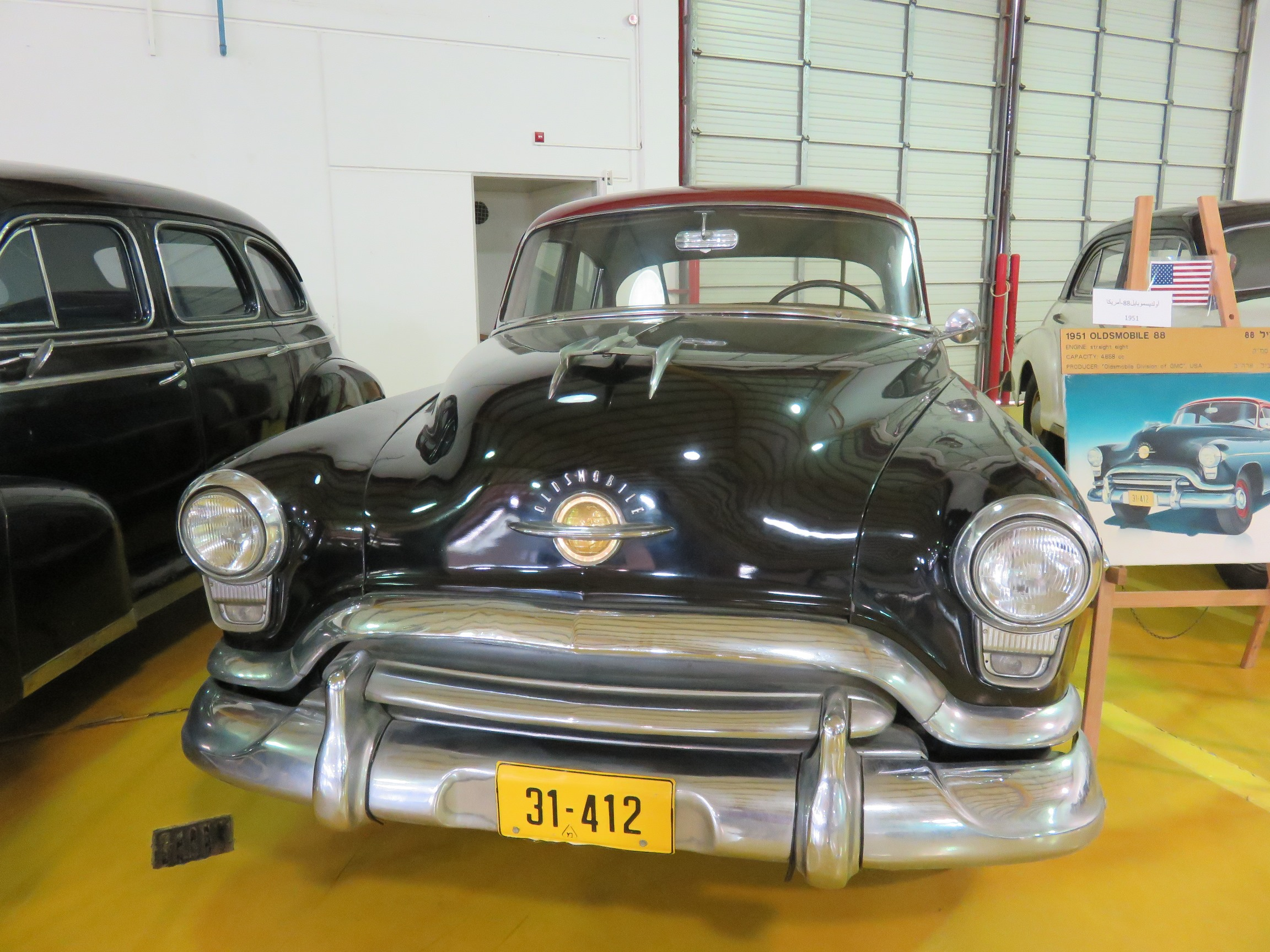
Una Oldsmobile 88 del 1951
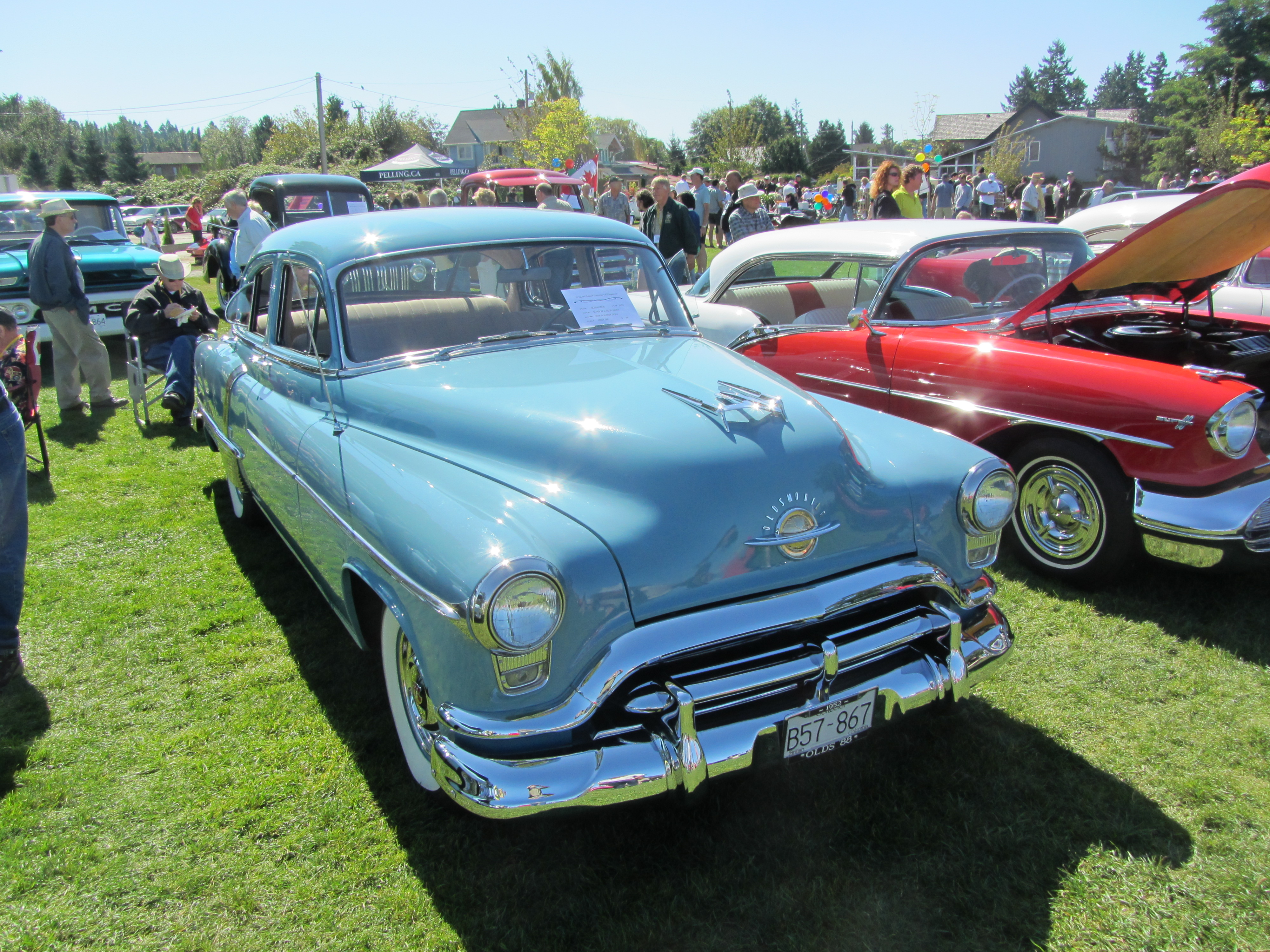
Una Oldsmobile 88 del 1952
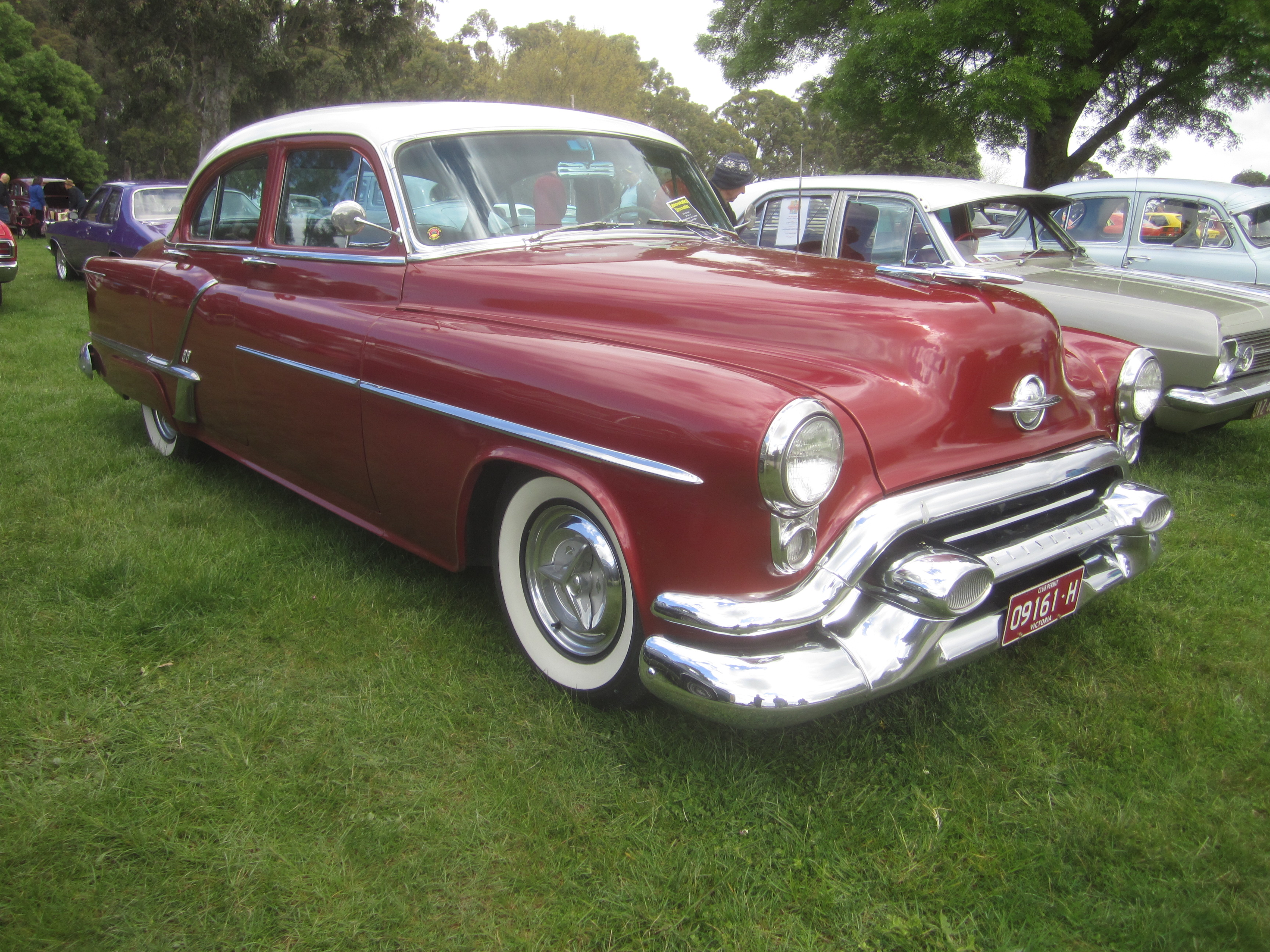
Una Oldsmobile Super 88 del 1953

## La seconda serie: 1954-1956
Nel 1954 le Oldsmobile furono oggetto di un profondo restyling. Furono provviste di un più lungo e largo corpo vettura, oltre a un parabrezza e un lunotto avvolgenti. Il passo fu aumentato a 3.099 mm. La versione base fu nominata semplicemente “88”, e venne nuovamente commercializzata la Super 88, che fu posizionata a metà della gamma offerta. La cilindrata del motore V8 Rocket fu ingrandita da 5 L a 5,3 L, mantenendo sempre il carburatore a doppio corpo. Il propulsore della 88 base erogava 170 CV di potenza, mentre quello della Super 88 sviluppava 185 CV. Quest'ultimo aveva installato un carburatore quadruplo corpo
Nel 1955 la 88 fu oggetto di un leggero restyling, con l'installazione di una nuova calandra, nuove luci posteriori e l'aggiunta di parti cromate. Le potenze del motore V8 Rocket aumentarono; quella del propulsore della 88 base fu di 195 CV, mentre la potenza della Super 88 fu di 202 CV. A metà del 1955 la Oldsmobile introdusse la versione hard-top quattro porte con corpo vettura senza montanti. Soprannominata “berlina Holiday”, era disponibile sia nella versione base che in quella Super 88.
Nel 1956 furono rinnovati nuovamente la calandra, le luci posteriori e le cromature sulle fiancate. Fu anche rivista la plancia. La potenza del motore V8 da 5,3 L fu incrementata a 230 CV per la 88 e a 240 CV per la Super 88. Venne introdotto il nuovo cambio Jetaway Hydra-Matic, che sostituì la trasmissione Hydra-Matic, utilizzata dalla Oldsmobile fin dal 1940. Il cambio Jetaway Hydra-Matic conservò i quattro rapporti, oltre che la dolcezza e la fluidità di funzionamento della trasmissione Hydra-Matic. Il nuovo cambio possedeva anche una nuova posizione di Park (cioè una marcia di parcheggio tipica dei cambi automatici) nella griglia delle marce, e non richiedeva più le regolazioni che fino a quel momento facevano parte della normale manutenzione. All'interno, un tachimetro ovale rimpiazzò un analogo strumento di forma tonda e il nuovo freno di stazionamento a pedale sostituì il precedente comando manuale.
I cambi disponibili erano due, uno manuale e l'altro automatico. Il primo aveva tre rapporti, mentre il secondo era a quattro velocità.

Anche per questa serie il motore era anteriore, mentre la trazione era posteriore.

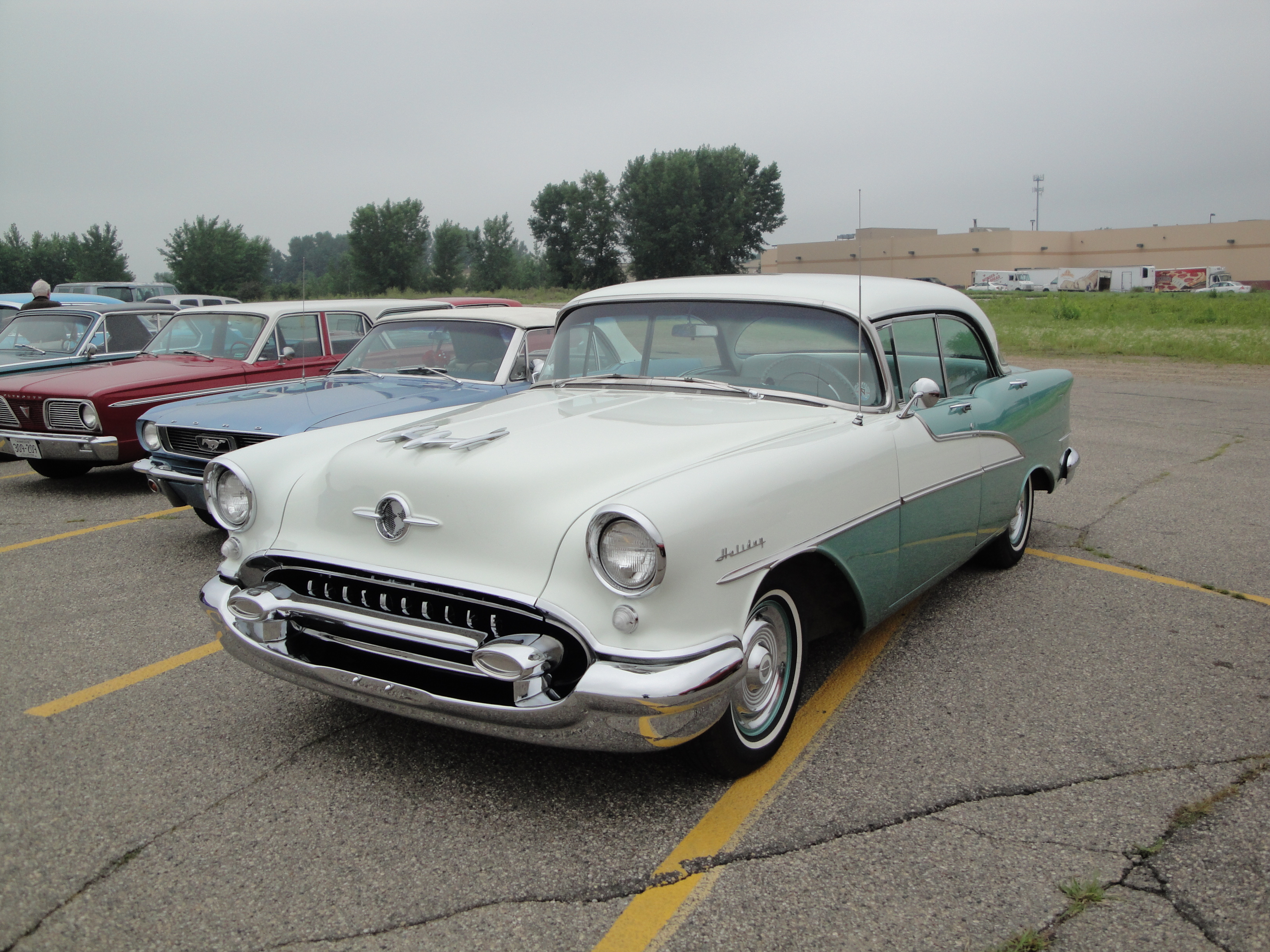
Una Oldsmobile 88 del 1955
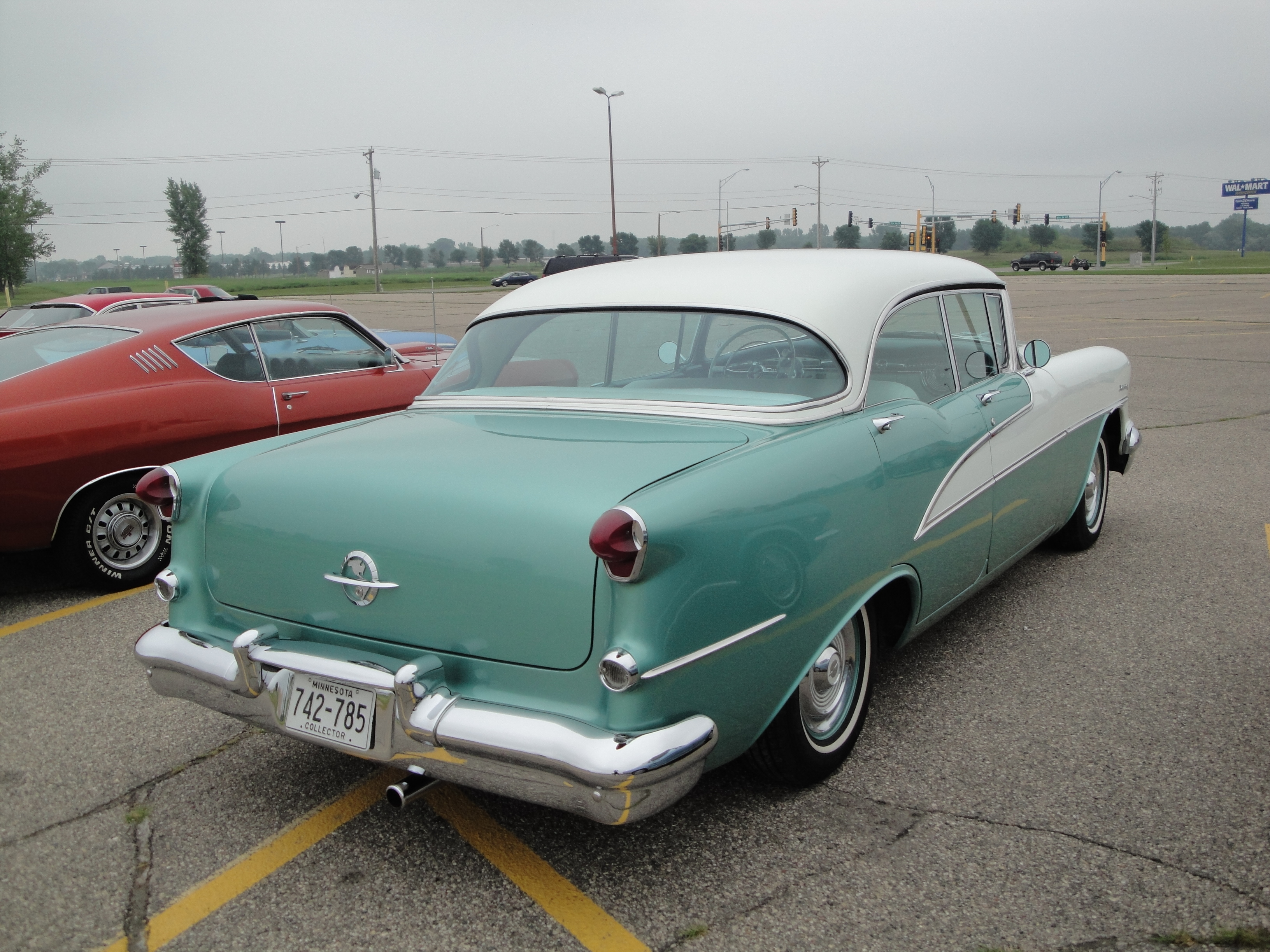
Vista posteriore
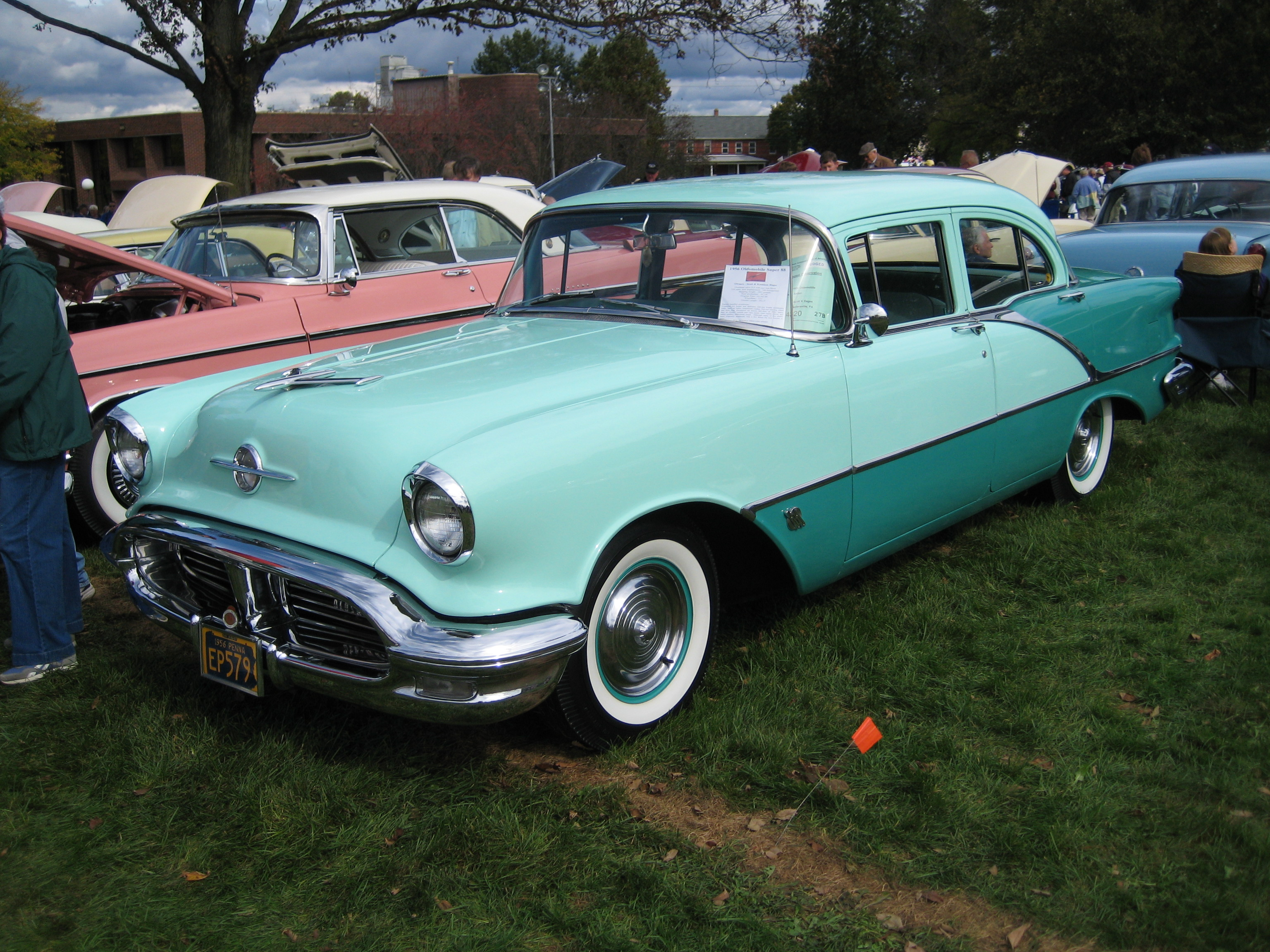
Una Oldsmobile 88 del 1956
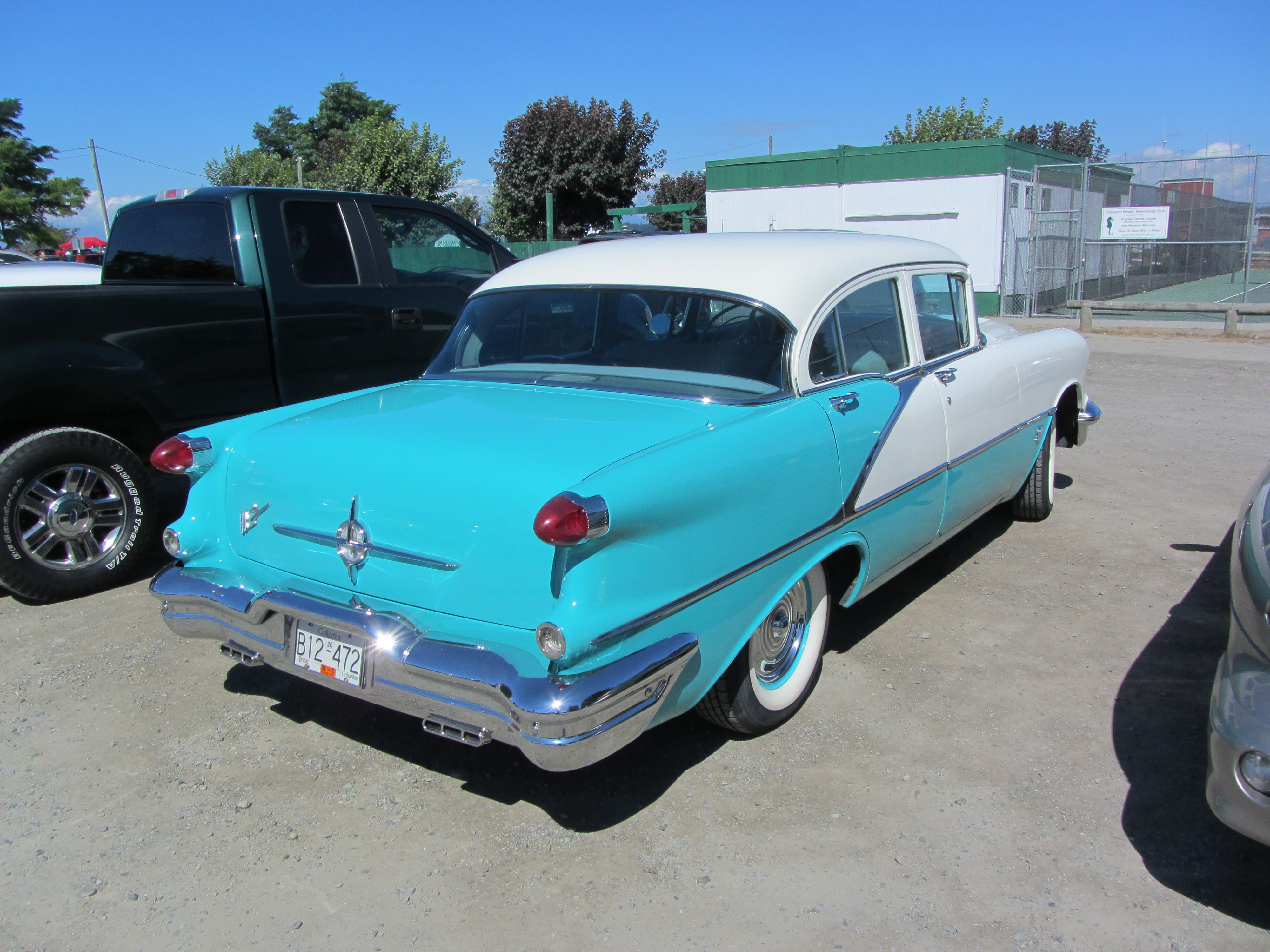
Vista posteriore

## La terza serie: 1957-1958
Solo nel 1957, la 88 base fu soprannominata Golden Rocket 88. Comunque, l'unica dicitura applicata sulle vetture sotto le luci posteriori fu “88”. Nel 1957 fu offerto il pacchetto J2, che prevedeva tre carburatori doppio corpo da 0,32 m3, che erano dunque simili a quelli installati su alcune Pontiac. La Super 88 continuò a essere offerta a metà della gamma.
Al motore V8 Rocket fu aumentata la cilindrata a 6,1 L, che permetteva al propulsore di erogare 277 CV di potenza. Questo motore era disponibile su tutta la gamma. Il disegno dei gruppi ottici anteriori era più un'evoluzione dei precedenti che non un completo e radicale ridisegnamento. Il lunotto diviso in tre parti era ora disponibile per una quantità limitata di modelli.
Con questa serie di 88, la Oldsmobile reintrodusse la versione familiare, che mancava dal listino della Casa automobilistica dal 1950. Fu chiamata Fiesta 88 e aveva una carrozzeria a 4 porte tipo hard-top.
Le vetture prodotte nel 1958 erano soprannominate in Oldsmobile come "ChromeMobile" (cioè “Cromomobile”) per via del massiccio uso di cromature sul corpo vettura, specialmente sulla versione Super 88 e sulla 98.
Nel 1958 debuttò la Dynamic 88, che rimase alla base della gamma, sotto la Super 88, fino al 1966. Questo modello montava una versione economica del motore V8 Rocket, che erogava una potenza di 265 CV. Questo propulsore aveva comunque una cilindrata di 6,1 L e aveva installato un carburatore doppio corpo. La versione Super 88 aveva invece montato di serie un motore da 300 CV con carburatore quadruplo corpo. Per quest'ultimo modello era disponibile come optional il pacchetto J2, che aveva installato tre carburatori a doppio corpo, i quali permettevano al propulsore di erogare 310 CV di potenza.
Una nuova opzione disponibile per il 1958 fu la radio denominata "Sportable", che poteva essere rimossa dall'alloggiamento nel cruscotto per essere utilizzata durante i picnic oppure in spiaggia, grazie all'utilizzo di batterie.
Nel 1958 fu anche rivisto il pannello strumenti, con l'installazione di un nuovo volante a calice con innovativo clacson dal disegno a V, che sostituì il normale pulsante del clacson ancora diffuso in quel periodo.
Nonostante la recessione economica che colpì l'industria automobilistica nel 1958, soprattutto nel segmento di auto medie, cioè la tipologia di vetture commercializzate dalla Oldsmobile, la Casa automobilistica di Lansing fu coinvolta solamente da un lieve calo delle vendite, ed erose persino quote di mercato alla Chevrolet, alla Ford e alla Plymouth, raggiungendo il quarto posto tra i maggiori costruttori di automobili statunitensi dopo aver superato la Buick per la prima volta dopo molti anni. La Oldsmobile era anche al primo posto per la vendita di auto medie, superando gli altri marchi del gruppo General Motors come la Pontiac, la Mercury e Dodge. Fu migliore anche della Chrysler, della DeSoto e del nuovo e sfortunato marchio Edsel. Questi ultimi due marchi sarebbero stati comunque ritirati dal mercato entro tre anni.
Anche questa serie di Oldsmobile 88 era a trazione posteriore e motore anteriore.

## La quarta serie: 1959-1960
Tutte le vetture Oldsmobile furono completamente riviste nel 1959. Furono tutte montate sul nuovo pianale B della General Motors. Rispetto alle piattaforme delle vetture precedenti il nuovo pianale era più lungo, basso e largo. Questa nuova piattaforma fu utilizzata su tutta la gamma offerta dalla General Motors, che andava dalle più economiche Chevrolet alle più costose Cadillac.
Il nuovo disegno del corpo vettura includeva sei finestrini sulle berline quattro porte, un padiglione profilato e dall'ampia vetratura sulle coupé Holiday, e un tetto piatto sulle berline Holiday, che creavano un effetto visivo simile a quello della boccia in vetro per l'allevamento dei pesci.
Mentre altri modelli del 1959 possedevano delle pinne posteriori particolarmente pronunciate, le Oldsmobile avevano queste protuberanze molto più piccole. Inoltre possedevano molte meno parti cromate rispetto alle vetture dell'anno precedente, cioè del 1958. Il passo della 88 fu incrementato fino a 3.124 mm.
Venne introdotto un nuovo motore V8 Rocket da 6,5 L di cilindrata con carburatore quadruplo corpo da 315 CV di potenza, che fu di serie sulla Super 88. La più economica Dynamic 88 era invece equipaggiata da un motore da 6,1 L e 265 CV, oppure poteva essere scelto l'opzionale quadruplo corpo da 300 CV. La trasmissione era automatica a quattro velocità.
Nel 1960 il modello fu oggetto di un restyling della calandra e della parte posteriore, compresi i fanali. Il motore V8 Rocket da 6,5 L e 315 CV continuò a essere offerto per la Super 88. Il propulsore della Dynamic 88 fu invece depotenziato a 240 CV a causa del più basso rapporto di compressione, che consentiva, però, l'uso della benzina normale, che era più economica. Altri cambiamenti furono il nuovo pannello strumenti e un più stretto tunnel della trasmissione, che consentì di aumentare lo spazio interno.
Come per le serie precedenti, il motore era anteriore, mentre la trazione era posteriore.

## La quinta serie: 1961-1964
Nel 1961 il telaio e la carrozzeria della 88 furono rivisti completamente. Le sospensioni a molle elicoidali sostituirono quelle a balestre su tutte le Oldsmobile full-size. A queste ultime si aggiunse la nuova compact F-85. Il passo rimase quello del 1960, ma la lunghezza e la larghezza furono leggermente diminuite. Tutte le vetture full-size della Oldsmobile erano mosse dal motore V8 Rocket da 6,5 L, con la Dynamic 88 che utilizzava il propulsore da 250 CV di potenza e con carburatore doppio corpo. Quest'ultimo era alimentato da benzina normale. La Super 88 invece aveva installato un motore V8 Skyrocket Ultra High Compression da 6,5 L di cilindrata e 325 CV di potenza. Quest'ultimo era disponibile come optional sulla Dynamic 88. Come optional fu anche offerta una trasmissione Roto Hydra-matic a tre velocità, che era più piccola e leggera della precedente a quattro rapporti.
A metà del 1961 fu lanciata dalla Oldsmobile la Starfire, che era una vettura cabriolet sportiva e lussuosa. Era basata sulla base meccanica della Super 88 e aveva in dotazione sedili anteriori avvolgenti, una consolle centrale, una leva del cambio Hydra-matic montata sul pavimento (fu la prima di questo tipo a essere installata su una vettura full-size statunitense), il servosterzo, il servofreno, i vetri elettrici e il sedile del guidatore regolabile elettricamente. La Starfire era mossa dalla versione potenziata del motore V8 Ultra High Compression da 6,5 L di cilindrata. Questo propulsore sviluppava 335 CV di potenza.
Nel 1962 la 88 fu oggetto di un lieve restyling che includeva una nuova calandra e dei nuovi fari posteriori, oltre a un nuovo tettuccio che derivava dalle hard-top coupé Holiday. La lunghezza fu aumentata. I motori vennero potenziati; quello installato di serie sulla Dynamic 88 fu portato a 280 CV grazie a un più alto rapporto di compressione, che richiedeva però l'uso di benzina super (un propulsore da 260 CV che utilizzava benzina normale fu offerto senza costi aggiuntivi), mentre il V8 Skyrocket, che era di serie sulla Super 88 e sulla 98, fu potenziato a 335 CV. L'impianto di riscaldamento diventò di serie su tutte le Oldsmobile.
Nel 1963 le Oldsmobile full-size furono oggetto di un restyling che ne squadrò la linea. In quest'anno furono introdotti un volante regolabile in sei posizioni, la radio e il regolatore di velocità.
Nel 1964 tutte le vetture full-size della Oldsmobile furono oggetto di un restyling; per la 88 furono riviste la calandra e le luci posteriori. Fu anche introdotta la Jetstar 88, che venne collocata al topo della gamma della 88. Utilizzava lo stesso corpo vettura delle altre 88, ma aveva installato componenti di altre Vetture Mid-Size della Oldsmobile, tra cui la F-85.
La Jetstar 88 aveva installato il motore V8 da 5,4 L di cilindrata soprannominato Jetfire Rocket e il cambio automatico Jetaway a due rapporti, al posto del V8 da 6,5 L e la trasmissione Roto Hydra-Matic automatica a tre velocità, che erano utilizzate sulle altre 88. Montava anche dei freni a tamburo da 241,3 mm, che erano meno efficienti dei freni della stessa tipologia, ma da 279 mm, che erano installati sugli altri modelli full-size della Oldsmobile, cioè la Dynamic 88, la Super 88 e la 98. Nel 1964 fu anche introdotta la Jetstar I; questo modello fu prodotto solamente per due anni ed era il diretto concorrente della Pontiac Grand Prix, visto che erano entrambe erano vendute a circa 3.500 dollari. La Jetstar I condivideva il corpo vettura a tre volumi con la Starfire, oltre che il potente motore da 6,5 L e 345 CV. Nonostante le parti in comune, la Jetstar I era meno equipaggiata e più economica della Starfire.
La Jetstar I era distinguibile dalla Starfire e dalla Jetstar 88 per il lunotto, che sulla prima era concavo, mentre per le altre era convesso.
Il 1964 fu anche l'ultimo anno in cui fu prodotta la Super 88, che venne sostituita dalla Delta 88 l'anno successivo. Fu anche l'ultimo anno in cui la Oldsmobile offrì delle familiari full-size. Infatti, sarebbero dovuti passare parecchi anni prima che la Casa automobilistica di Lansing avesse offerto delle station wagon con queste caratteristiche. Nel 1964 fu invece lanciata sul mercato la Vista Cruiser, che possedeva un tetto in cristallo e un tettuccio che si allungava sopra i sedili posteriori e sull'area di carico. Poteva ospitare sei o nove passeggeri, con tutti i posti rivolti in avanti. La Vista Cruiser era sostanzialmente la versione allungata delle F-85 e Cutlass con un passo più lungo di 152 mm, che la metteva in relazione con la Chevrolet Impala e la Pontiac Catalina, entrambe familiari.

Un altro motore usato fu un V8 da 5,7 L di cilindrata. Il pianale su cui era montata questa serie della 88 fu la piattaforma B della General Motors. Anche per questa generazione il motore fu anteriore, mentre la trazione era posteriore.

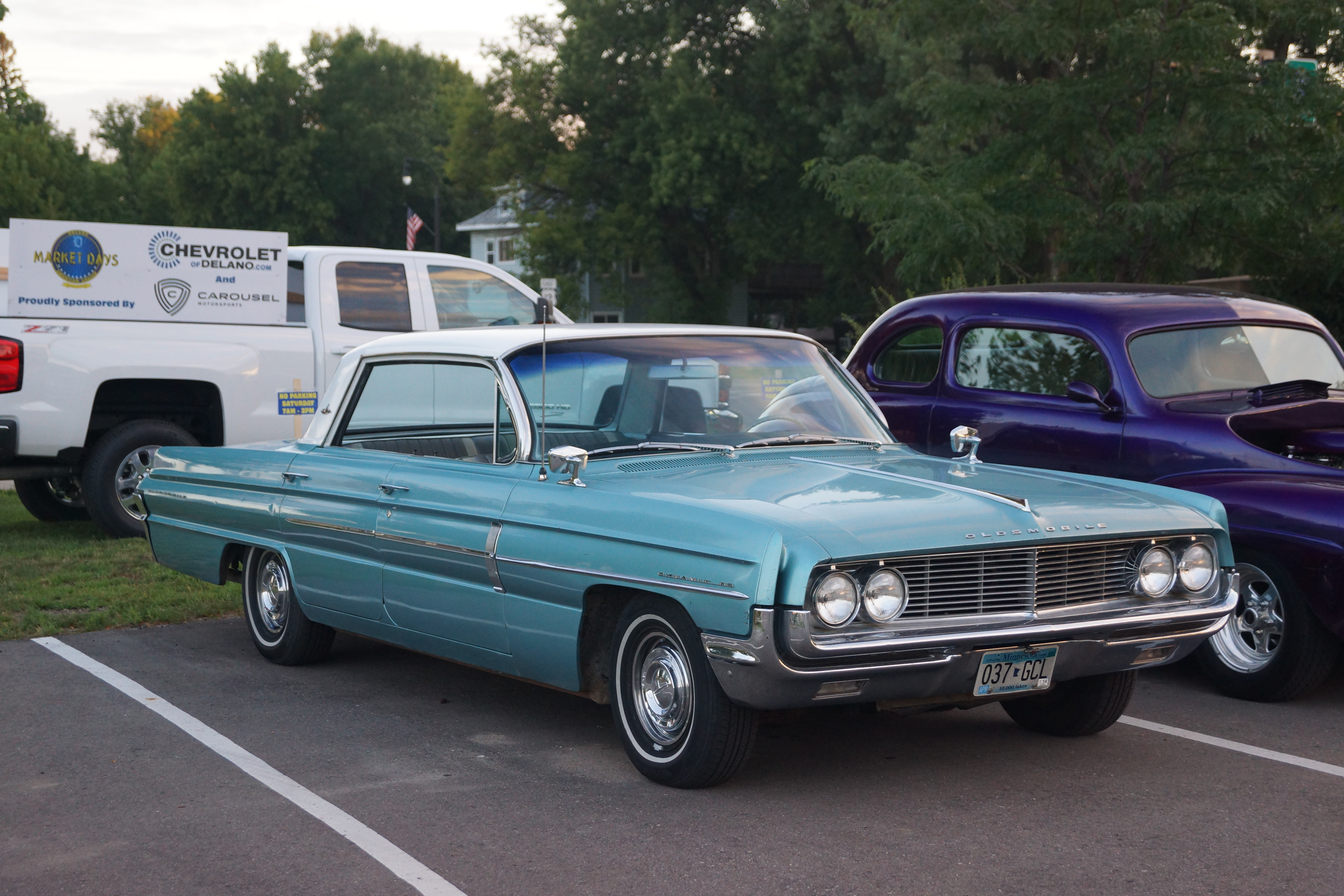
Una Oldsmobile Dynamic 88 del 1962
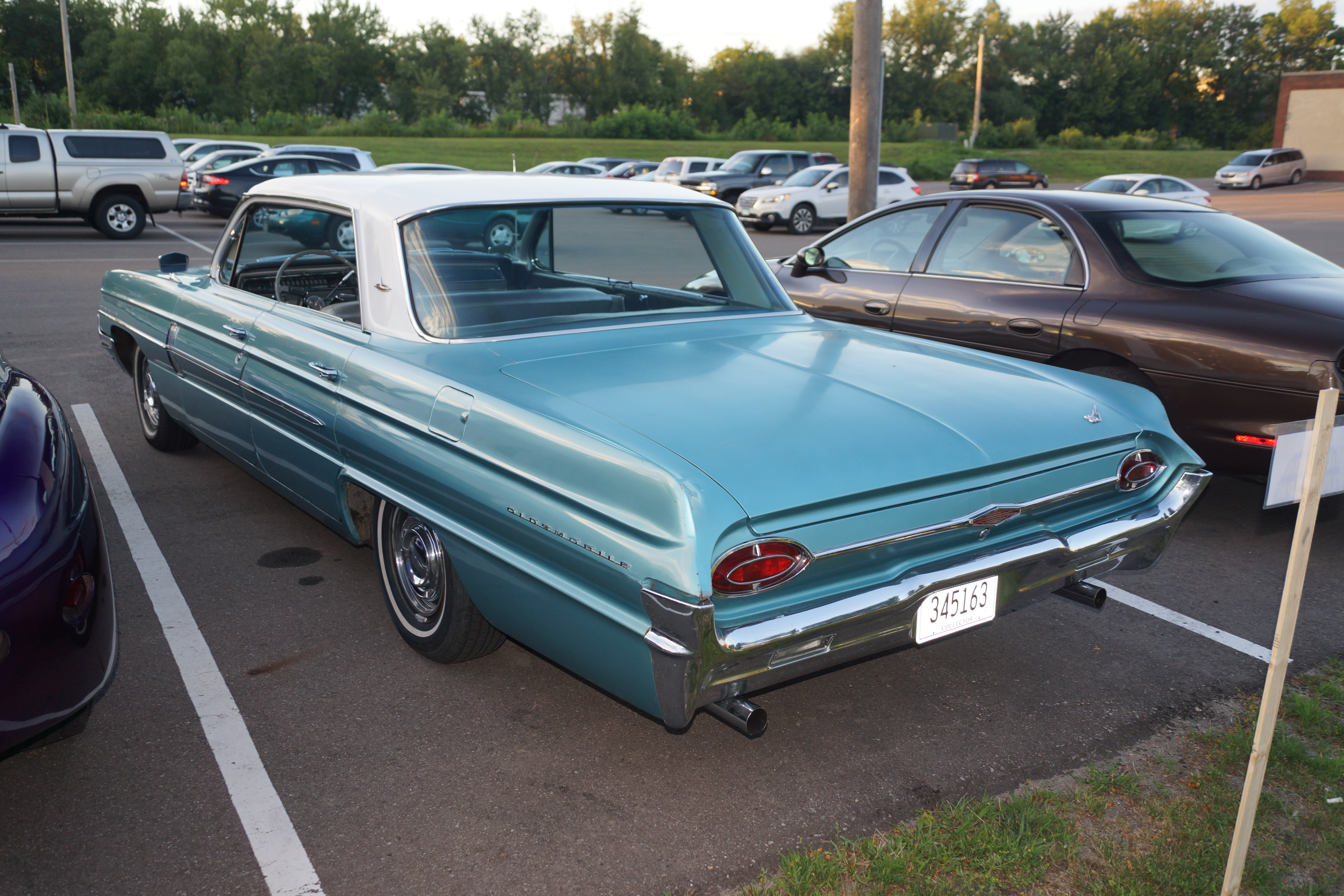
Vista posteriore
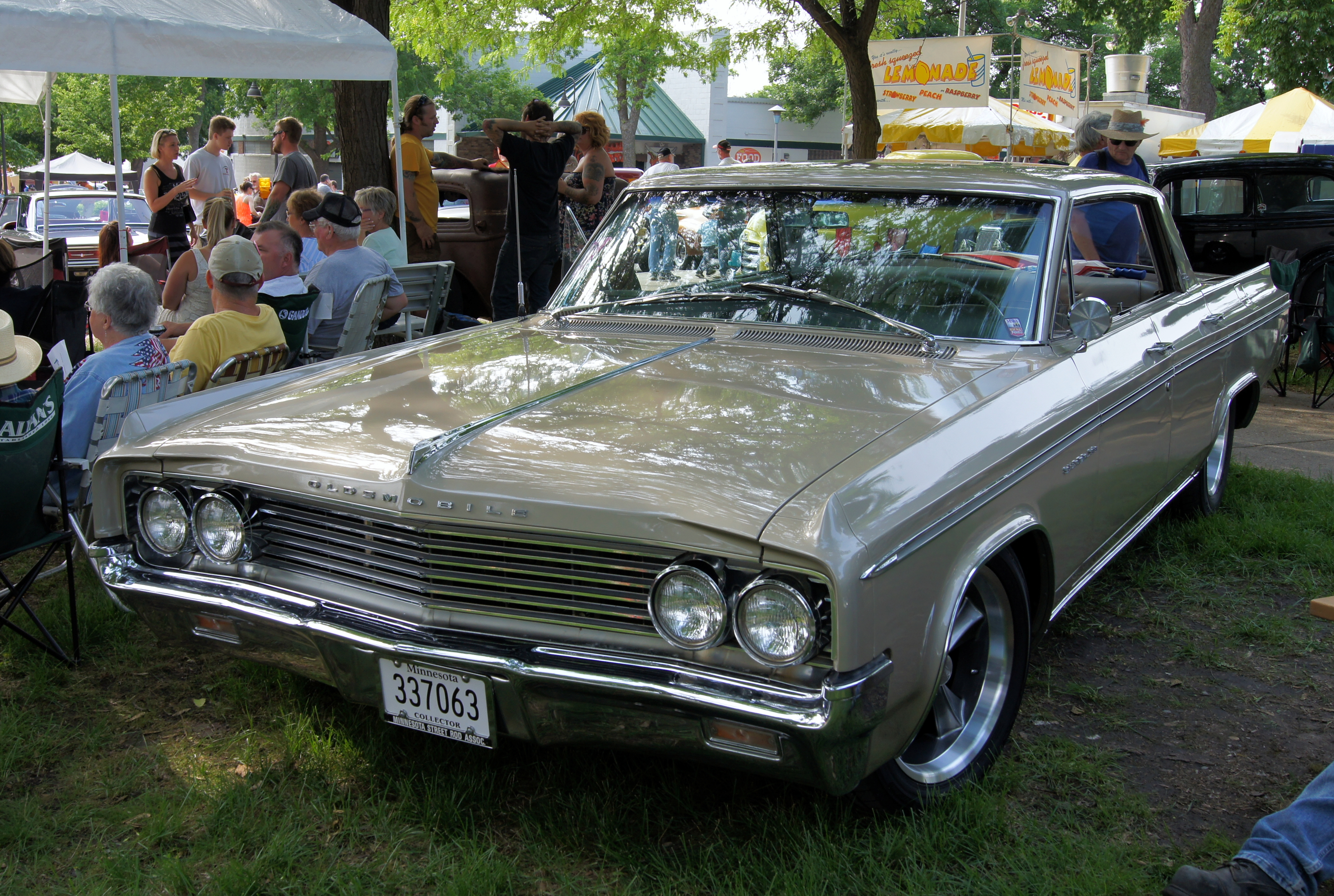
Una Oldsmobile Super 88 del 1963
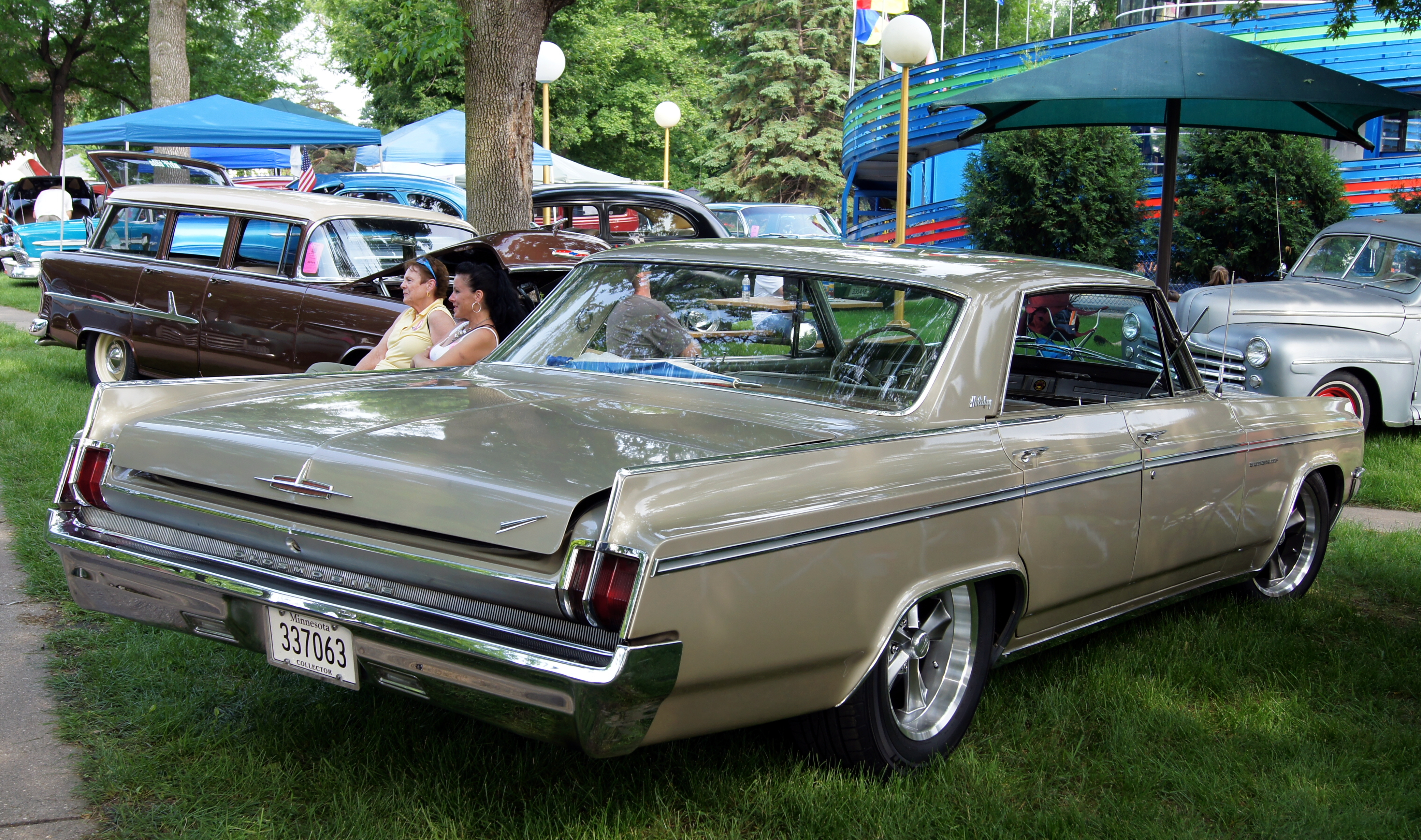
Vista posteriore
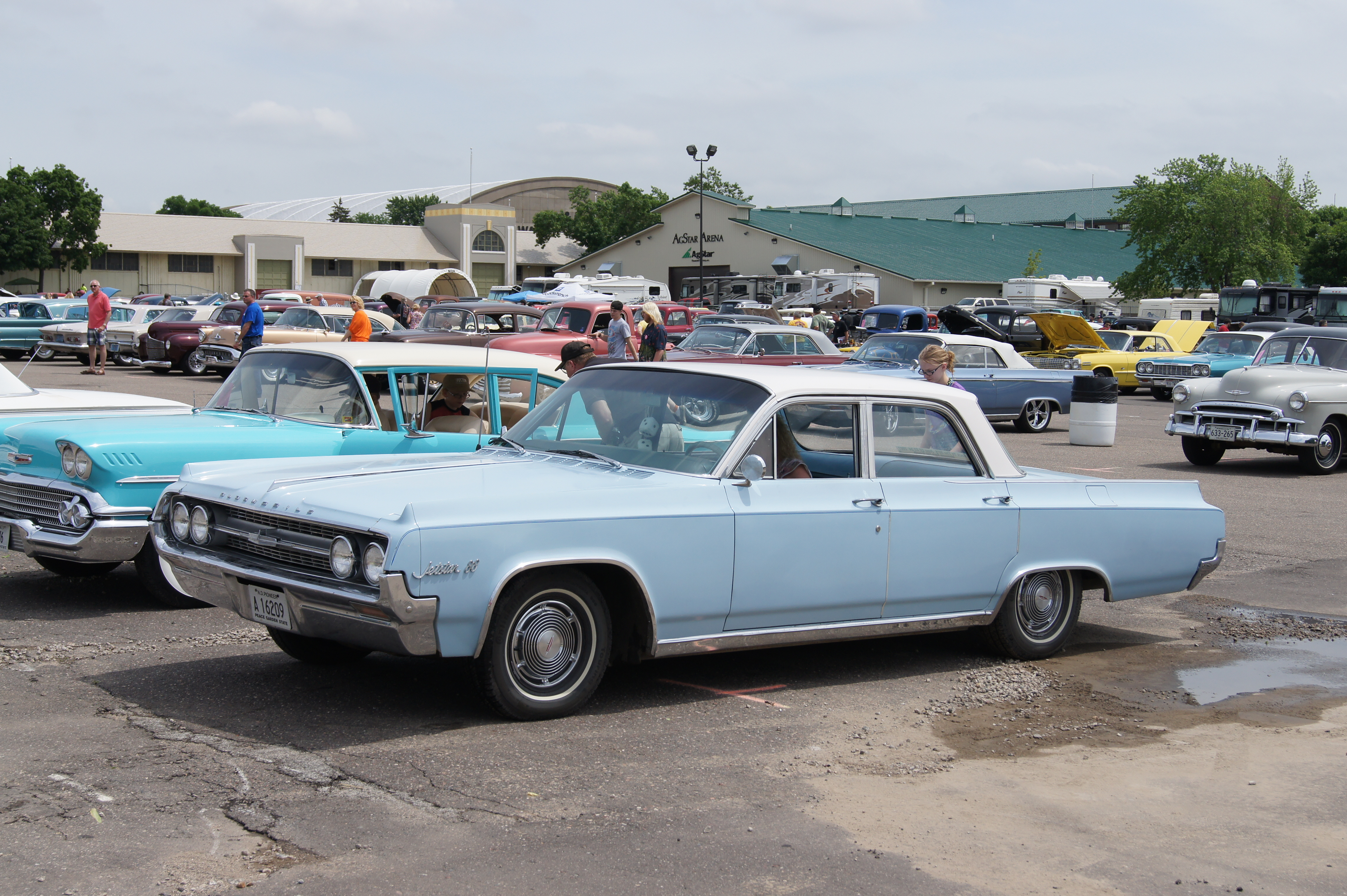
Una Oldsmobile Jetstar 88 del 1964
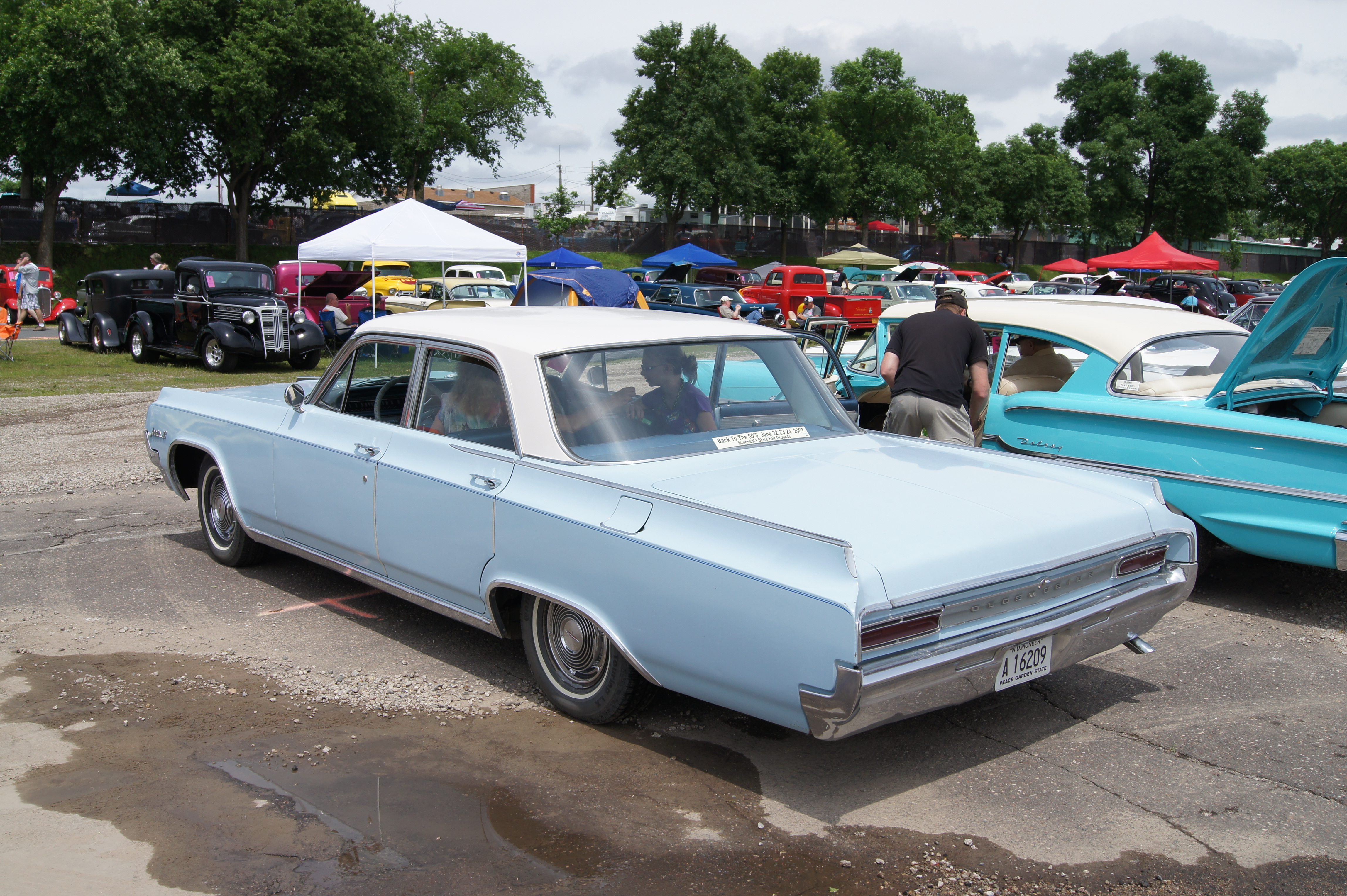
Vista posteriore

## La sesta serie: 1965-1968
Il nome Delta apparì per la prima volta nel 1965 su una versione ingrandita della Dynamic 88, la Dynamic 88 Delta, che sostituì la precedente Super 88, quest'ultima costruita sul pianale B della General Motors. All'inizio del 1965 fu chiamata Dynamic 88 Delta, ma dopo poche settimane la denominazione fu cambiata in Delta 88, creando così una versione a parte rispetto alla Dynamic 88.
Le altre Vetture Full-Size della Oldsmobile furono l'economica Jetstar 88, la Dynamic 88, la sportiva Jetstar I e la lussuosa Starfire. Tutti questi modelli condividevano il passo di 3.124 mm.
Nel 1965 l'ingegneria e la linea di tutti i modelli Oldsmobile furono rivisti. Le vetture montate sul pianale B avevano ora forme più arrotondate rispetto a quelle degli anni precedenti, che erano caratterizzate da tettucci semi-fastback. In particolare, la Jetstar I e la Starfire coupé avevano una versione più arrotondata del tetto usato nei modelli 1963-64, con lunotto concavo che condividevano con la Pontiac Grand Prix.
In quest'anno venne anche introdotto il motore V8 Super Rocket da 7 L di cilindrata che sviluppava una potenza compresa tra i 300 CV e i 370 CV, a seconda del tipo di carburazione e del rapporto di compressione. La trasmissione offerta fu la nuova Turbo Hydra-Matic a tre rapporti con convertitore di coppia, che sostituì la Hydra-Matic, usata dalla Oldsmobile fin dal 1940. Totalmente nuova fu anche il trasmissione manuale a quattro velocità con leva del cambio di tipo Hurst sul pavimento, che era però un accessorio proposto di rado.
Nel 1966 tutte le Oldsmobile full-size furono oggetto di un restyling che coinvolse la calandra e i fanali posteriori. La sportiva Jetstar I fu sostituita dalla più economica versione hard-top della Starfire.
La gamma della 88 si completò nel 1966, con il lancio della cabriolet, che venne aggiunta alla versione Delta 88 e aveva lo stesso corpo vettura della Jetstar 88.
Un nuovo optional disponibile su tutte le 88 (oltre che sulla 98 e sulla nuova Toronado) fu l'aria condizionata automatica Comfortron Air Conditioning; introdotta sulla Cadillac nel 1964, permetteva ai passeggeri di trovarsi in un ambiente a una temperatura costante. L'impianto di aria condizionata Frigidaire, proposto negli anni precedenti, continuò a essere offerto come prima, restando tra gli optional più richiesti sulle Oldsmobile full-size.
Un altro optional offerto nel 1966 fu il volante regolabile in altezza e profondità in sei posizioni, con comandi sul quadro strumenti, che dava al guidatore il massimo comfort.
La Delmont 88 è stata introdotta nel 1967 e venne prodotta per soli due anni. Sostituì sia la Jetstar 88 che la Dynamic 88, e montava di serie il motore Jetfire Rocket V8 da 5,4 L. I propulsori offerti come optional furono i Rocket da 7 L e da 7,5 L, quest'ultimo che era la versione con corsa e alesaggio maggiorati. Il motore da 7 L era di serie sulla Delta 88.
Alla Delta 88 fu aggiunta una sottoserie, chiamata Delta Custom, che era una versione di lusso rispetto alla Delta 88, dato che aveva installato interni più ricercati e un divanetto posteriore tipo Strato sulla hard-top quattro porte e, sulla coupé due porte Holiday, era possibile la scelta tra i sedili avvolgenti e pannello comandi oppure il divanetto tipo Strato con bracciolo. La Holiday era sostanzialmente il modello successore della prima serie della Starfire, che derivava dalla 88, anche se aveva una linea meno squadrata di quest'ultima.
Nuovi optional del 1967 furono i freni a disco anteriori, un lettore di cassette Stereo8 e il sistema Climate Combustion Control che serviva per regolare la temperatura dell'aria della carburazione, per incrementare l'autonomia di percorrenza e per eliminare la formazione di ghiaccio permettendo un avviamento più veloce in caso di clima freddo.
La linea di tutte le sottoserie della 88 fu arrotondata, con l'installazione di una capote più lunga, una plancia più corta e un padiglione più profilato, che richiamavano lo stile della Toronado.
I due motori di 5,4 L e 7 L e le trasmissioni commercializzate nel 1966 vennero offerti anche l'anno successivo, tranne il cambio manuale a quattro rapporti della Hurst, che fu ritirato dal mercato per lo scarso interesse dimostrato dalla clientela.
Nel 1968 fu introdotta una nuova parte anteriore con disegno della griglia diviso in due parti, che diventò un tratto distintivo delle successive 88 e 98, insieme ai tergicristalli “nascosti” dalla parte superiore del cofano. La Delmont 88 ebbe in dotazione un motore V8 più grande, più precisamente da 5,7 L di cilindrata, come equipaggiamento standard e un V8 da 7,5 L e 390 CV di potenza come optional, che era però di serie sulla Delta 88 e sulla 98. I valori di potenza erogata dalle due versioni del motore da 5,7 L disponibile sulla Delmont 88 erano 250 CV per la versione standard a carburatore doppio corpo e 310 CV per quella a quadruplo corpo disponibile come optional.
Il motore da 7,5 L con carburatore a doppio corpo da 310 CV di potenza fu offerto di serie sulla Delta 88 e come optional sulla Delmont 88. Come scelta opzionale su tutte le 88 era offerto un motore, già montato sulla 98 e sempre da 7,5 L, con carburatore a quadruplo corpo che erogava 365 CV. Sia il propulsore da 5,7 L che quello da 7,5 L erano dei V8 Rocket che vennero progettati per funzionare con benzina normale, mentre motori analoghi Ultra High Compression V8 Super Rocket, che possedevano la stessa cilindrata ma con carburatori a quadruplo corpo, richiedevano benzina super.
Anche questa serie della 88 era a trazione posteriore e aveva il motore montato anteriormente. Questa generazione di 88 era installata sul pianale B della General Motors.

## La settima serie: 1969-1970
La serie lanciata nel 1969 fu commercializzata solamente con il nome di Delta 88.
L'allestimento Royale fu disponibile di serie per la Holiday coupé ed era caratterizzato da rifiniture interne più lussuose. Era offerto anche un divano posteriore rivestito in vinile provvisto di bracciolo oppure dei sedili anteriori avvolgenti Strato. Era disponibile, come optional, una console centrale. Per il passeggero e il guidatore era installata una cintura di sicurezza per le spalle montata sul cielo della vettura, cioè sulla parte compresa tra il tettuccio e il rivestimento interno superiore. Questa configurazione prevedeva quindi cinque fibbie delle cinture per i passeggeri anteriori.
Il motore disponibile di serie era il V8 Rocket da 5,7 L di cilindrata, 250 CV di potenza a 4.600 giri al minuto e 481 N•m di coppia, che possedeva un carburatore a doppio corpo Rochester e un rapporto di compressione di 9:1. Questo propulsore utilizzava benzina normale a 94 ottani. Era anche disponibile, di serie sulla Delta 88 Custom e sulla Royale, e come optional sulla versione base, un motore da 7,5 L V8 Super Rocket che erogava 365 CV. Al top dell'offerta era disponibile un propulsore V8 da 7,5 L e carburatore quadruplo corpo, erogante 390 CV, che era alimentato da benzina a 98 ottani. Quest'ultimo propulsore era disponibile sulla Delta 88 con l'opzione W-33.
La trasmissione automatica Jetaway a due rapporti precedentemente offerta come optional per le versioni della 88 con motori più piccoli, fu ritirata dal mercato in favore della trasmissione automatica Turbo Hydra-Matic 400 a tre rapporti della General Motors. Quest'ultima, nelle serie precedenti, era disponibile solamente per le versioni con motore più grande. Era anche offerto il nuovo servosterzo a incidenza variabile della General Motors.
Tutte le Oldsmobile full-size nel 1969 furono oggetto di un restyling. Gli interventi più importanti furono applicati alla Holiday coupé e berlina, dove l'aspetto semi-fastback caratteristico degli anni 1967-68 venne sostituito da una linea più squadrata e da nuovo tettuccio. Su tutti i modelli vennero installati finestrini laterali anteriori senza deflettori. Il passo fu incrementato a 3.150 mm. Sebbene la linea dei modelli fosse stata rivista nel 1969, il design del 1965 che caratterizzava gli interni e il telaio venne mantenuto.
Per quanto riguarda gli interni, i poggiatesta erano ora di serie, insieme a un nuovo pannello strumenti con i vari indicatori di forma quadrata e non rotonda come in precedenza. Erano anche disponibili un portacenere azionato con un pulsante e un vano portaguanti. Inoltre, i comandi dell'impianto di riscaldamento e dell'aria condizionata vennero spostati dal centro del cruscotto alla sinistra del volante, vicino ai comandi dei fanali e dei tergicristalli. L'indicatore di accensione degli abbaglianti era una lampadina rossa, che era posizionata sul cruscotto. C'era anche un pulsante di accensione montato sul piantone dello sterzo, che tra l'altro fungeva anche da bloccasterzo - una caratteristica che si trovava oramai su tutte le auto del Gruppo GM prodotte a partire dal 1969, quindi un anno prima che venisse imposta per legge (1970).
Nel 1970, sulle full-size Oldsmobile, vennero operati pochi cambiamenti, principalmente sulla calandra, che non contornava più i fanali anteriori, e sulla parte posteriore. La parte meccanica, cioè i motori, la trasmissione, l'albero di trasmissione e il differenziale, fu la stessa del 1969. Era però disponibile la radio della Casa. Un nuovo optional fu il comando di azionamento del tergicristallo e del lavacristalli, montato sulla leva del cambio. Erano offerti come optional la radio AM-FM e il riproduttore di cassette tipo Stereo8
Anche per questa serie, il motore era montato anteriormente, mentre la trazione era posteriore. Questa generazione di 88 era installata sul pianale B della General Motors.

## L'ottava serie: 1971-1976

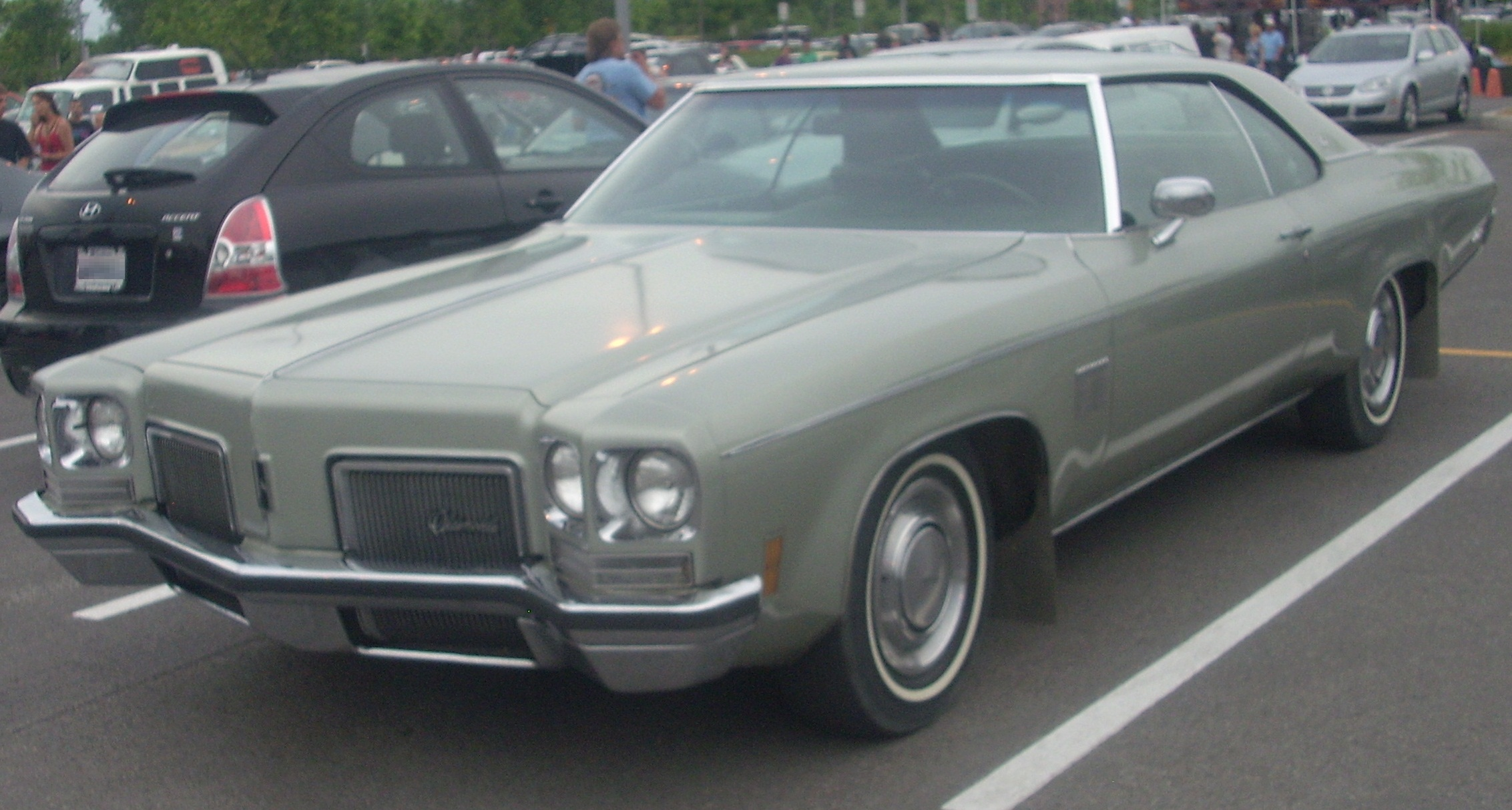
Un’Oldsmobile Delta 88 Royale Holiday coupé del 1972

Tutte le Vetture Full-Size basate sul pianale B della General Motors vennero completamente riviste, ma continuarono a utilizzare un telaio da 3.150 mm di passo. Erano disponibili diverse carrozzerie. Più precisamente erano disponibili la berlina quattro porte con montanti, le hard-top due e quattro porte Holiday e la cabriolet. Erano offerti diversi tipi di allestimento, più precisamente Delta 88, Delta 88 Custom e Delta 88 Royale. Quest'ultimo ereditò il corpo vettura cabriolet precedentemente disponibile sulla Delta 88. Tutti i modelli furono disegnati con una forma piuttosto affusolato, che ricordava le auto del gruppo Chrysler commercializzate nel 1969. Inoltre, il tettuccio delle berline ora aveva installato una vetrata più squadrata. Le hard-top invece avevano una linea più arrotondata e possedevano una parte posteriore semi-fastback.
Nel 1971 venne introdotta la Custom Cruiser, cioè la prima familiare full-size Oldsmobile dal 1964. Era basata sul pianale B della General Motors, già utilizzato sulla 88, che aveva un passo così lungo da raggiungere quello della 98, che era basata invece sulla piattaforma C. La Custom Cruiser montava sospensioni a balestra, al contrario delle berline e coupé che utilizzano le molle elicoidali. La Custom Cruiser aveva installato un motore V8 Rocket da 7,5 L di cilindrata e utilizzava, come le altre familiari full-size della General Motors, un portellone "a conchiglia", cioè apribile verso il basso e con lunotto a scomparsa.
I propulsori offerti per questa serie di Oldsmobile 88 erano i V8 Rocket da 5,7 L e 7,5 L, che erogavano una potenza al motore compresa tra i 250 CV e i 340 CV. Entrambi avevano un basso rapporto di compressione per consentire l'uso di benzina normale con piombo a 91 ottani, benzina con basso contenuto di piombo e benzina senza piombo. Erano offerti di serie, su tutti i modelli della 88, i freni anteriori a disco autoventilanti e il servosterzo a incidenza variabile. Nel 1971 la trasmissione Hydra-matic 400 fu offerta di serie.
Un'altra novità del 1971 fu il pannello strumenti dal disegno avvolgente che era condiviso con la 98 e la Toronado, anche se quest'ultima aveva una plancia dalla linea leggermente più liscia e moderna. Sul cruscotto erano visibili un tachimetro più squadrato; gli altri strumenti erano installati in una posizione che permetteva una più facile lettura da parte del guidatore. Solo per l'anno in questione fu utilizzato un sistema che era installato su tutte le vetture basate sui pianali B, C ed E della General Motors, oltre che sulla Chevrolet Vega, che usava un apparato riscaldante che ricavava l'aria da una presa, e la spingeva fuori attraverso delle bocchette nel serbatoio del carburante o nella coda. Così, i passeggeri potevano usufruire di aria sempre nuova anche quando la vettura si muoveva a bassa velocità oppure era ferma. Non fu però di successo, e venne completamente rivisto l'anno successivo. Infatti, aveva il difetto, comunicato dai clienti ai concessionari già poco dopo il debutto, di non funzionare bene, quando l'auto era da poco in moto.
Nel 1972, venne eliminata la Delta 88 Custom e fu ampliata l'offerta della Royale, che ora includeva la berlina quattro porte e la hard-top. La potenza dichiarata scese a 155 CV per il propulsore a carburatore a doppio corpo da 5,7 L di cilindrata, e 250 CV per il quadruplo corpo da 7,5 L a causa di una direttiva industriale di misurazione della potenza dal precedente metodo lordo al metodo netto, che comprendeva anche le perdite dovute ai componenti meccanici e gli accessori collegati. Vennero effettuati dei cambiamenti minori, come l'installazione di una nuova calandra anteriore di nuovo disegno e dei fanali posteriori rinnovati. Fu anche introdotto, come già scritto, un nuovo sistema di ventilazione per l'abitacolo.

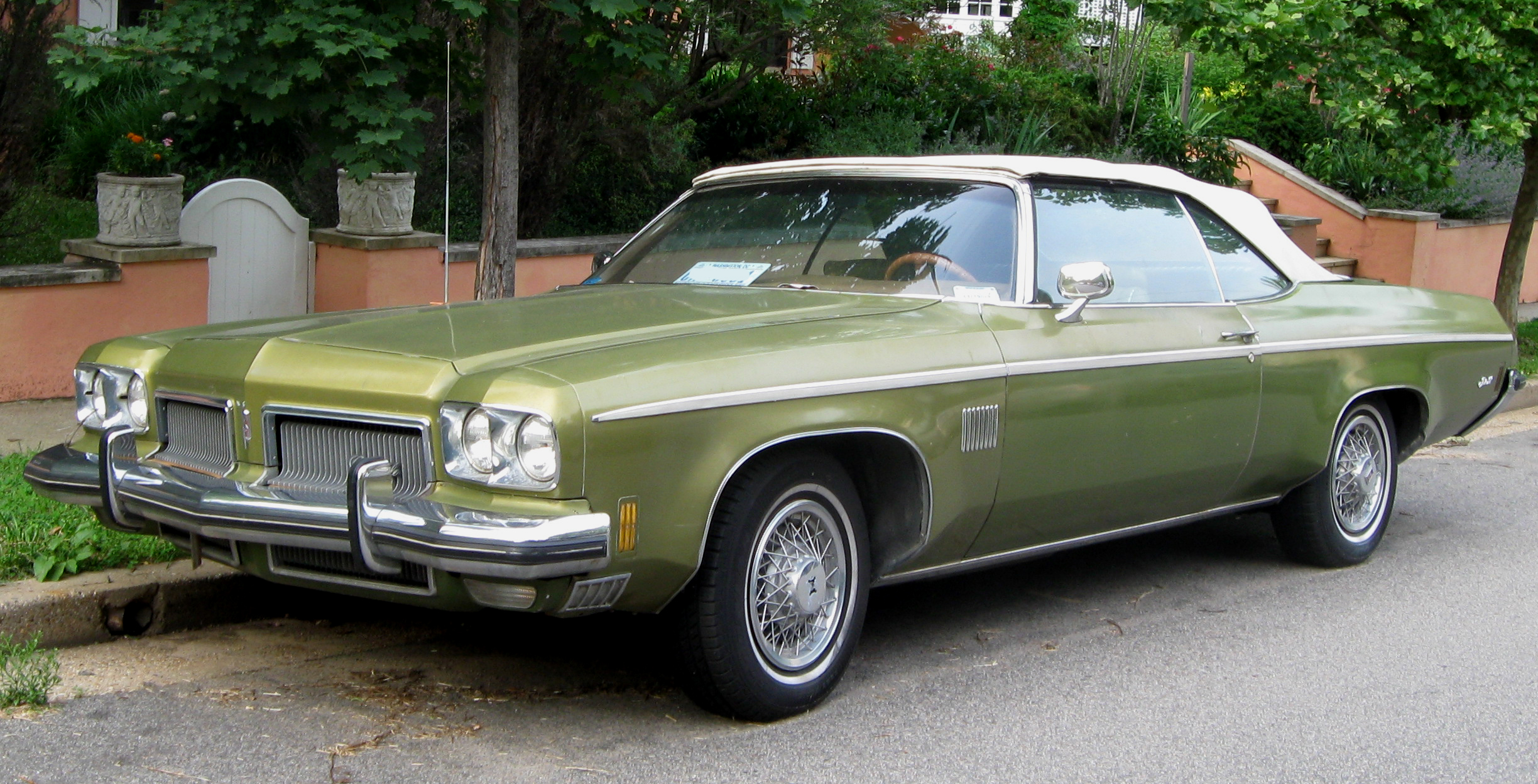
Oldsmobile Delta 88 Royale cabriolet del 1973

Nel 1973, vennero installati su tutte le versioni della 88 una nuova calandra, un nuovo paraurti anteriore omologato per assorbire urti fino a 5 km/h e delle nuove luci rettangolari posteriori che erano in un pezzo unico, in sostituzione dei fanali divisi in quattro parti che erano usate fino all'anno precedente. Erano offerti due motori, più precisamente il V8 Rocket da 5,7 L di cilindrata con carburatore doppio corpo (150 CV di potenza) o l'opzionale V8 Rocket da 7,5 L con carburatore quadruplo corpo, che erogava 215 CV se il condotto di scarico era singolo oppure 250 CV se era doppio. Le versioni offerte erano le stesse di quelle dell'anno precedente; l'unica differenza era che la versione Delta 88 Royale ora comprendeva l'unica cabriolet offerta dalla Oldsmobile, dato che dopo il 1972 non fu più disponibile la Cutlass Supreme decappottabile.
Nel 1974 fu montato un paraurti posteriore omologato per gli urti fino a 5 km/h, e le luci retrostanti vennero modificate ritornando al design di due anni prima. La calandra ora era più stretta e più alta. Inoltre, furono previsti un nuovo tettuccio e dei nuovi finestrini triangolari che sostituirono quelli precedenti. Il motore da 5,7 L ora aveva installato un carburatore a quadruplo corpo ed erogava 175 CV di potenza, e quello da 7,5 L, rimasto inalterato, fu offerto come optional. Fu installato un nuovo pannello strumento più piatto, che era condiviso con la 98 e la Toronado. Esso era caratterizzato da un tachimetro a sviluppo orizzontale e dal sistema Message Center che permetteva di segnalare le anomalie grazie a luci di emergenza. Un optional raro fu l'airbag lato guidatore, che fu tra i primi a essere installato su un modello di automobile di serie. La Delta 88 Royale fu ancora l'unica cabriolet offerta dalla Oldsmobile.
Nel 1975 furono riviste nuovamente la calandra e le luci posteriori. Furono previsti dei finestrini deflettori. Entrambi i motori V8 Rocket da 5,7 L e 7,5 L vennero confermati. Come optional fu offerto un propulsore Pontiac da 6,6 L con carburatore doppio corpo, che erogava 170 CV di potenza. Tutti i motori vennero modificati per poter permettere l'uso del convertitore catalitico. Ciò non solo impose l'uso di benzina senza piombo, ma sancì anche la fine del sistema di scarico sdoppiato. Il 1975 fu l'ultimo anno di produzione della Delta 88 Royale cabriolet, il cui esemplare conclusivo venne assemblato l'11 giugno 1975. Solamente 7.200 esemplari di quest'ultima furono prodotti nel 1975, anche se la Oldsmobile fece uno sforzo diretto a reindirizzare il mercato dei potenziali acquirenti di vetture cabriolet verso il proprio modello. Il titolo di una pubblicità dell'epoca recitava: “Today a beautiful Olds convertible. Tomorrow, a collector's item” (cioè “Oggi una bellissima cabriolet. Domani un pezzo da collezione”). La vettura raffigurata era una Delta 88 Royale di colore rosso.
Nel 1976 vennero rivisti la calandra, i fanali anteriori, che ora erano rettangolari. Le luci di parcheggio vennero installate sotto al paraurti anziché in esso. Alla Delta 88 Royale furono montati degli ornamenti, estraibili a molla, sul cofano. Sulla Delta 88 Royale fu offerto, solamente per quest'anno, il pacchetto Crown Landau, che includeva un portapacchi in acciaio inox, il tettuccio imbottito in vinile, degli ornamenti speciali del cofano e i copriruota in tinta.
La trasmissione offerta per questa serie fu la TH400 automatica a tre velocità.
Anche questa generazione di Oldsmobile 88 era montata sul pianale B della General Motors, aveva il motore montato anteriormente ed era a trazione posteriore.

## La nona serie: 1977-1985

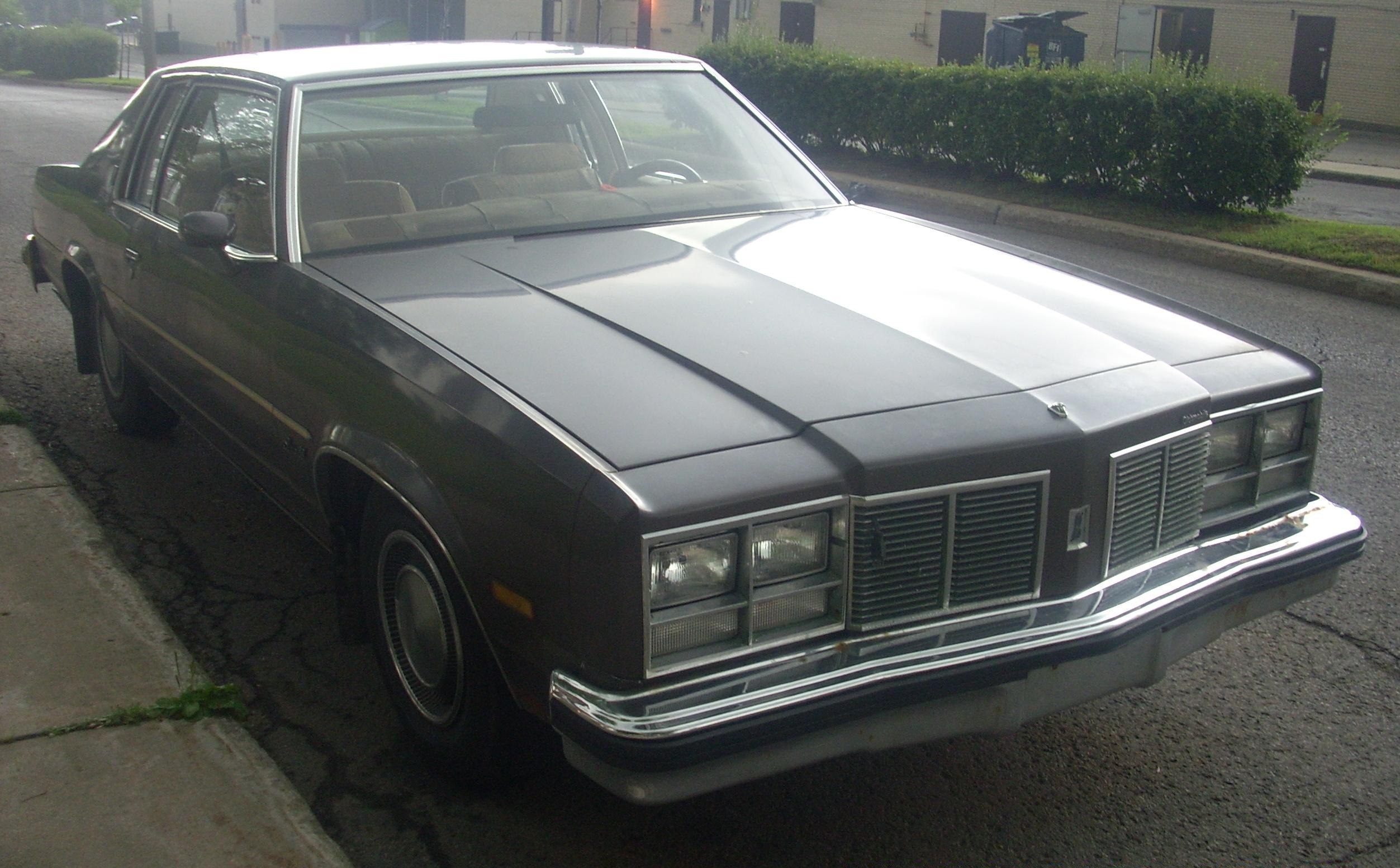
Un’Oldsomibile Delta 88 coupé del 1977

Nel 1977 tutte le vetture montate sul pianale B della General Motors, compresa la Delta 88, furono rimpicciolite, sia in lunghezza che nel passo. Quest'ultimo ora aveva un valore di 2.946 mm, ed era dunque lo stesso di quello della Cutlass berlina degli anni 1973-1977, che era invece monta sul pianale A. Di conseguenza, questa generazione di 88 era più leggera di 410 kg. A parte la riduzione dello spazio per le spalle, non ci fu una perdita generalizzata dello stesso; infatti, lo spazio per la testa e per le gambe dei passeggeri posteriori fu addirittura aumentato. Sia la Delta 88 base che la Royale erano ora offerte in due versioni, due porte coupé e quattro porte berlina, entrambe con corpo vettura a due montanti. La Custom Cruiser prodotta dal 1977 al 1979 era basata sulla Delta 88, che era montata sul pianale B, piuttosto che sulla 98, installata invece sulla piattaforma C. Sulla Custom Cruiser il portellone in due parti sostituì il precedente portellone a conchiglia che caratterizzava i modelli prodotti dal 1971 al 1976. Inoltre, sempre sulla Custom Cruiser, le sospensioni a molle elicoidali sostituirono le sospensioni a balestra dei modelli precedenti.
Il motore disponibile di serie fu il V6 Buick da 3,8 L di cilindrata, che era accoppiato con la trasmissione GM Turbo-Hydramatic 200. Un motore Oldsmobile da 4.3 L di cilindrata era il V8 base; era offerto, inoltre, un propulsore V8 da 5,7 L a benzina. Per le vetture commercializzate in mercati posti a elevate altitudini venne montato un motore Chevrolet per soddisfare le normative federali sulle emissioni. Il motore più potente disponibile era un V8 Oldsmobile da 6,6 L di cilindrata, disponibile come optional, che era accoppiato con la trasmissione THM350.
Per quanto riguarda il motore Chevrolet, la General Motors estese la garanzia oppure diede la possibilità alla clientela di restituire l'auto in cambio di un esemplare dotato di un vero V8 Rocket. Quest'ultima opzione però non fu scelta spesso per il fatto che il proprietario doveva sborsare alla General Motors una somma proporzionale al chilometraggio effettuato dalla sua Oldsmobile con motore Chevrolet. Questo denaro pagato era, infatti, molto spesso una somma considerevole. In questi anni iniziò l'era dei motori fabbricati dai marchi appartenenti al gruppo General Motors, ed, infatti, una pubblicità dell'epoca riportava lo slogan “Oldsmobiles are equipped with engines manufactured by various GM divisions, subsidiaries and affiliates worldwide” (cioè “le Oldsmobile sono equipaggiate da motori prodotti dalle divisioni, aziende controllate e affiliate a livello mondiale”).
Come per l'anno precedente, la Delta 88 e la Royale si differenziavano principalmente per l'allestimento interno ed esterno. La Delta aveva un divanetto foderato in tessuto o vinile e la tappezzeria anch'essa in vinile, mentre per la Royale il divanetto con bracciolo sempre degli stessi materiali. Tutte le 88 possedevano un pannello strumenti completamente nuovo, con un tachimetro tondeggiante e i comandi dell'aria condizionata e dell'impianto di riscaldamento posizionati al centro del cruscotto sopra la radio, invece che alla sinistra come nelle precedenti versioni, e il Message Center, che segnalava i malfunzionamenti grazie a delle spie luminose. Il nuovo cruscotto fu arricchito con un rivestimento in radica di legno. Il comando per i fari anabbaglianti fu spostato dal pavimento alla leva per azionare gli indicatori di direzione.
Nel 1978 fu aggiunta, alla gamma offerta, la Holiday 88 coupé, che aveva in dotazione una plancia e dei sedili avvolgenti in allestimento Strato e leva del cambio sul pavimento, delle ruote Super Stock e una verniciatura a due colori. A tutte le versioni della 88 furono installate una nuova calandra e delle nuove luci posteriori. Il gruppo motopropulsore rimase lo stesso del 1977, a eccezione di un motore Diesel V8 da 5,7 L di cilindrata, che fu disponibile come optional.
Nel 1979 fu introdotta la versione Delta 88 Royale Brougham, che aveva dei sedili meglio imbottiti rispetto agli altri allestimenti, similmente a quanto installato sulla 98. I modelli furono oggetto di un nuovo restyling incentrato principalmente sulla calandra e sulle luci posteriori. Fu l'ultimo anno del motore da 6,6 L, dato che le normative federali antinquinamento sancirono la fine dei propulsori più grandi.
Nel 1980, la linea di tutte le 88 fu rivista per renderla più aerodinamica. Ciò fu necessario per contenere i consumi di carburante. Ora i fari posteriori erano squadrati e avvolgenti, e fu rivisto il tettuccio. In questo ano fu introdotto il motore V8 Rocket da 5 L di cilindrata e 150 CV di potenza, la cui alimentazione era assicurata da un carburatore quadruplo corpo.

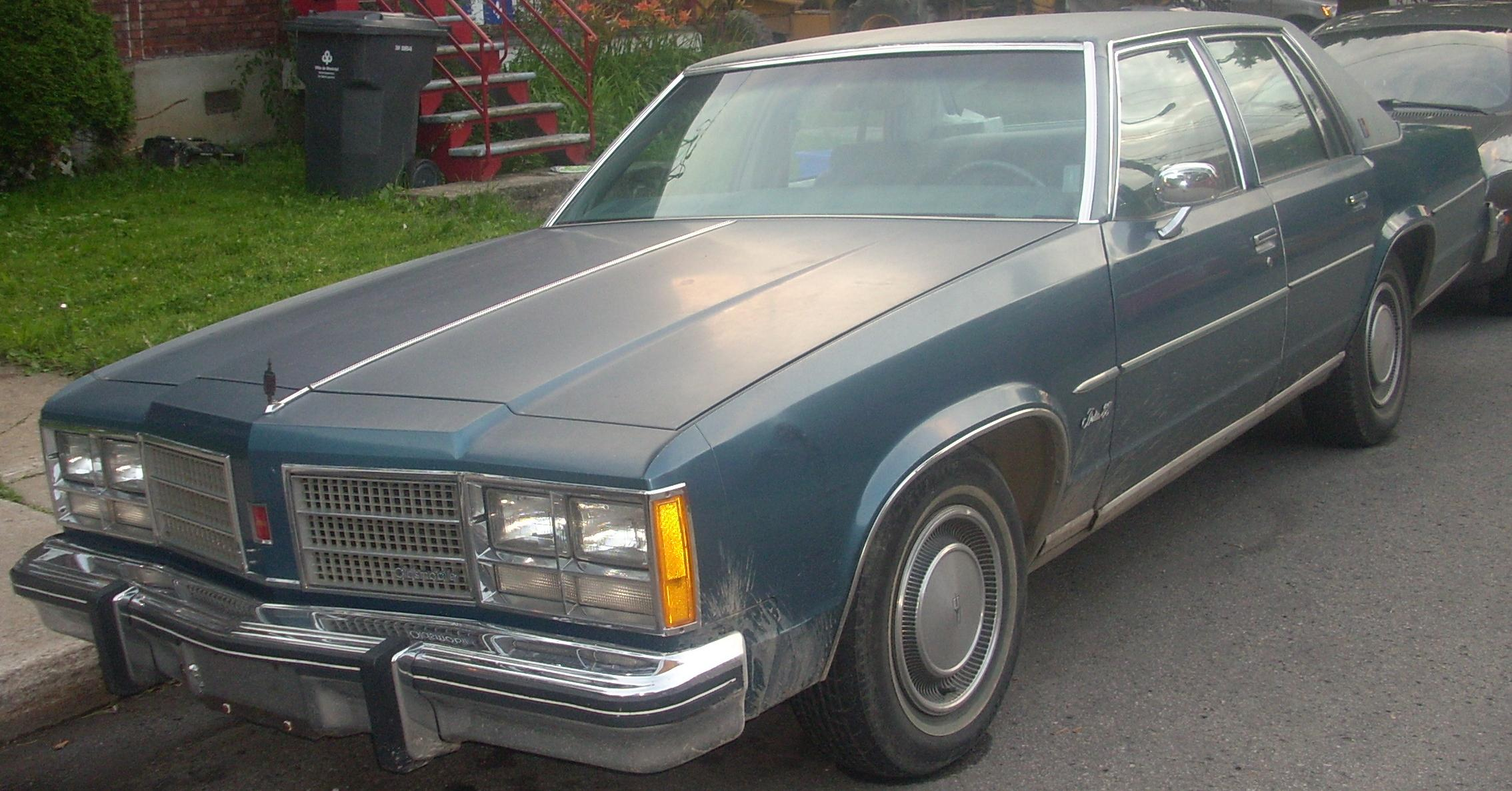
Un’Oldsmobile Delta 88 berlina del 1978

Nel 1981 vennero ancora rivisti la calandra e i fari posteriori della Delta 88. Il propulsore a benzina V8 Rocket da 5,7 L di cilindrata venne tolto dal listino, lasciando quindi solamente la versione diesel. La gamma offerta di motori comprendeva il V6 Buick da 3,8 L e gli Oldsmobile V8 Rocket da 4,3 L e 5 L. Tutti i motori a benzina della General Motors ricevettero il nuovo sistema di gestione elettronica Computer Command Control. Questa tecnologia fu il precursore del sistema “diagnostica a bordo”, che ora è montato di serie sulle vetture vendute negli Stati Uniti. Il sistema legge diversi parametri, tra cui la velocità del veicolo, l'apertura della valvola a farfalla, il numero dei giri del motore, la temperatura del liquido di raffreddamento e il contenuto dell'ossigeno nei fumi di scarico. Queste misure servivano a ottimizzare il rapporto aria/carburante per ogni condizione di guida. Sempre nel 1981 venne introdotta la nuova trasmissione Turbo-Hydramatic 200-4R, che includeva l'overdrive e il convertitore di coppia. Questi due ultimi componenti erano stati installati per contribuire al risparmio di carburante e per allungare la vita al motore. La versione Holiday 88 fu offerta per l'ultimo anno.
Nel 1982 ci furono solamente cambiamenti minori sulle Delta 88, Royale e Royale Brougham. Furono offerti gli stessi motori e le medesime trasmissioni dell'anno precedente, anche se per il V8 da 4,3 L fu l'ultimo anno.

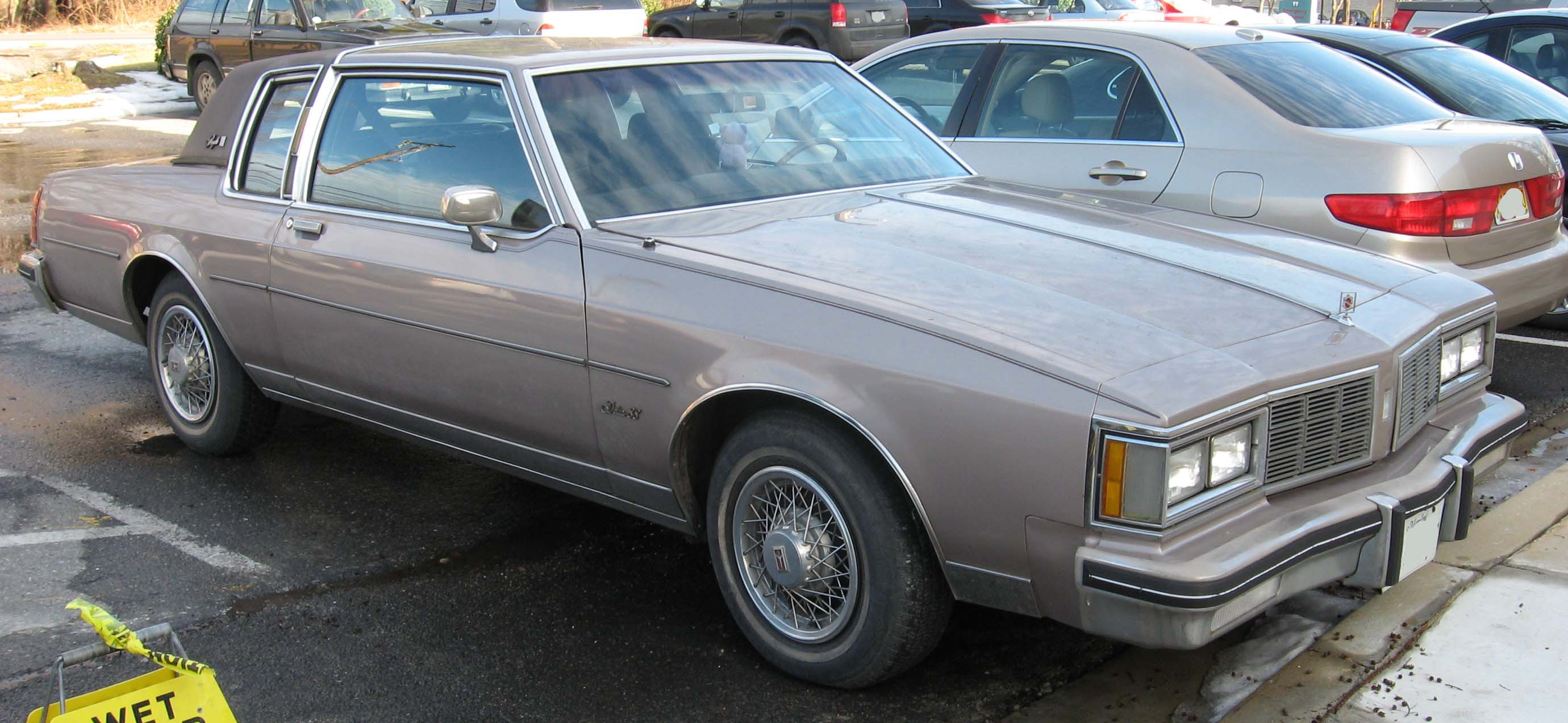
Oldsmobile Delta 88 coupé del 1983

Nel 1983 tutte le Oldsmobile 88 furono oggetto di un rinnovamento, che includeva una nuova calandra, nuove decorazioni della capote e altre novità tra cui un nuovo volante. Questo fu l'ultimo anno, per questa serie, della commercializzazione della Delta 88, e ciò lasciò la Royale e la Royale Brougham come uniche versioni vendute. I motori offerti furono tre, il V6 da 3,8 L di cilindrata, e gli opzionali V8 Oldsmobile che includevano il Rocket da 5 L e il Diesel da 5,7 L.
Nel 1984 vennero commercializzate solamente le versioni Royale e Royale Brougham. Furono applicati rinnovamenti quali nuovi inserti della calandra e nuove luci posteriori rosse e arancio che sostituirono quelle con plastica rossa. A metà anno, fu lanciata la Royale Brougham LS, quindi quasi in contemporanea all'introduzione della nuova serie della 98 (1985), che fu rimpicciolita rispetto alle generazioni precedenti e fu dotata della trazione anteriore in luogo di quella posteriore che accomunava le serie antecedenti. Con la 98 più piccola e convertita alla trazione anteriore, la Royale Brougham LS 88 fu la più grande e più lussuosa vettura offerta dalla Oldsmobile a trazione posteriore. La Custom Cruiser continuò a essere prodotta con caratteristiche simili alla 88.
Nel 1985 ci furono cambiamenti minori. Vennero comunque commercializzate tre versioni, Royale, Brougham e Brougham LS. Le 88 del 1985 sono state le ultime Vetture Full-Size Oldsmobile, in versione berlina e coupé, a essere a trazione posteriore, ad avere installato un motore V8 Rocket e a utilizzare una carrozzeria su telaio a longheroni.
Sebbene nel 1986 le 88 berline e coupé vennero rimpicciolite e passarono alla trazione anteriore, la Custon Cruiser, che si basava sulla 88, rimase immutata fino 1990, e alla fine diventò l'ultima Oldsmobile equipaggiata dal motore V8 Rocket, la cui produzione si interruppe nell'anno appena citato dopo 42 anni di utilizzo.
Per questa generazione di Oldsmobile 88 vennero utilizzati tre tipi di trasmissione, tutte automatiche. Due erano a tre velocità, la TH350 e la TH200, e una a quattro rapporti, la THM 200-4R.
Questa serie di 88 era installata sul pianale B della General Motors. Possedeva il motore installato anteriormente e la trazione posteriore.
La lunghezza variava con gli anni di produzione, più precisamente fu di 5.525 mm dal 1977 al 1979, e di 5.540 mm dal 1980 al 1985. L'altezza variava in base alla carrozzeria utilizzata; in dettaglio, era 1.397 mm per la coupé e 1.415 mm per la berlina. La larghezza e il passo erano invece, rispettivamente, 1.951 mm e 2.946 mm per tutte le versioni e per tutti gli anni di produzione di questa generazione.

## La decima serie: 1986-1991
Nel 1986 la Delta 88 cambiò piattaforma. Il nuovo pianale era il tipo H della General Motors, che aveva un passo minore, 2.814 mm, ed era a trazione anteriore. Nel 1987, i fanali anteriori cambiarono da doppi e squadrati, a fari compositi in un pezzo unico.

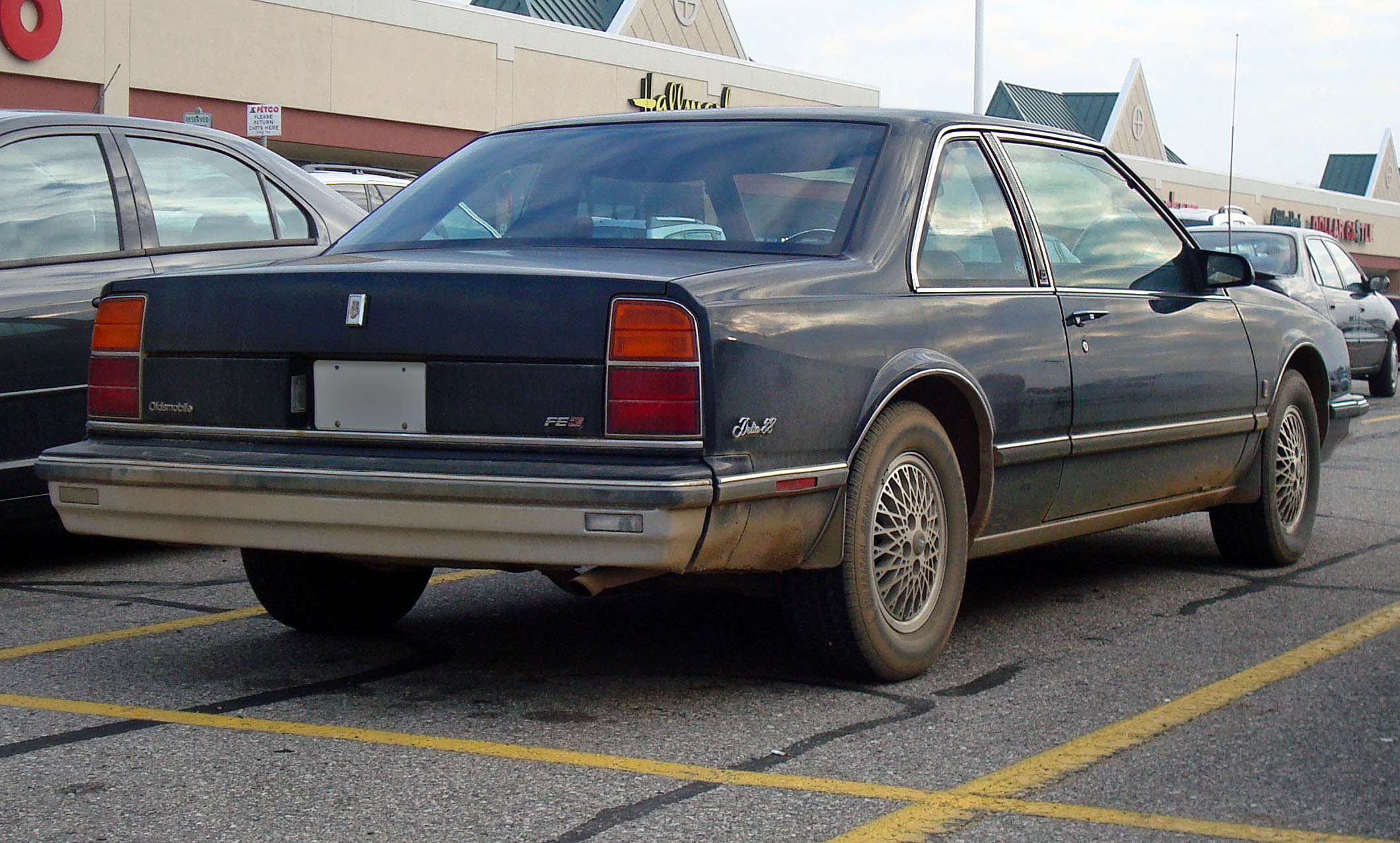
Un’Oldsmobile Delta 88 coupé del 1987

Nel 1989 il nome “Delta” fu ritirato, e le decorazioni del cofano vennero eliminate. Inoltre, fu modificato il nome del modello, che divenne Eighty Eight (in inglese, “ottantotto”), soppiantando quindi la denominazione in forma numerica.

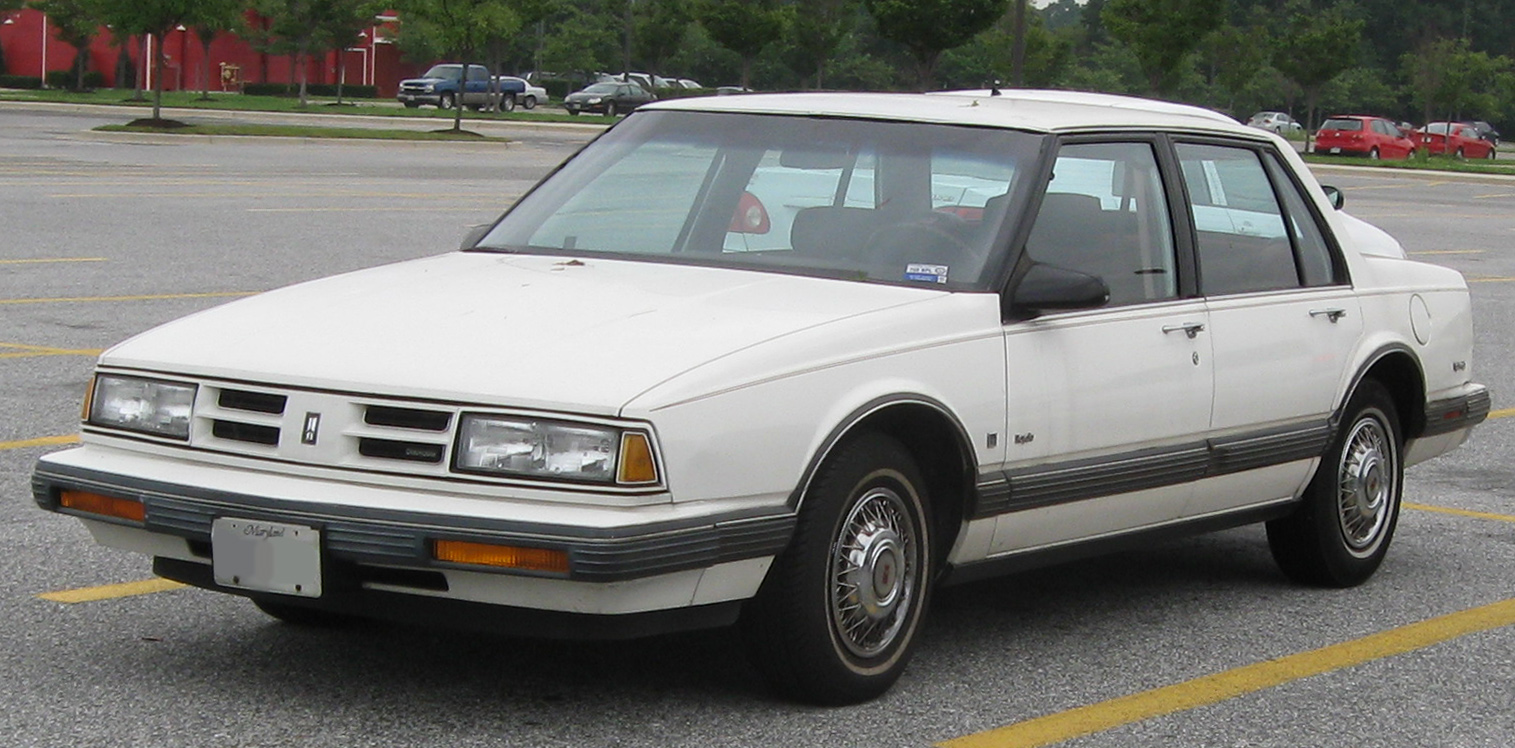
Un’Oldsmobile Eighty Eight Royale dei primi anni novanta

La Eighty Eight fu oggetto, nel 1990, di un restyling. L'originaria griglia venne sostituita da una calandra in tinta con quattro prese d'aria e il logo del razzo Oldsmobile. Furono anche installati nuovi fari posteriori e nuove luci d'ingombro che si estendevano lungo la carrozzeria. Le cromature vennero eliminate.
Le versioni che vennero commercializzate furono la Eighty Eight, la Eighty Eight Royale e la Eighty Eight Royale Brougham.
I motori disponibili furono due. Il primo, in commercio dal 1986 al 1988, era un V6 Buick a 90° a benzina non sovralimentato da 3.791 cm³ di cilindrata, la cui sigla era LG3. La corsa era 86 mm, mentre l'alesaggio era 97 mm. Il rapporto di compressione era di 8,5:1. La distribuzione era formata da un albero a camme in testa che comandava due valvole per cilindro. Erogava una potenza di 150 CV a 4.400 giri al minuto e una coppia di 285 N•m a 2.200 giri a minuto.
Il secondo motore fu invece disponibile tra il 1988 e il 1991 e aveva sigla 3800 LN3. Era pressoché identico al precedente, tranne che per il tipo di iniezione e per le prestazioni. Queste ultime, in particolare, erano ora 165 CV a 4.400 giri al minuto e 298 N•m a 2.800 giri al minuto.
Anche le trasmissioni furono due. La prima, commercializzata dal 1986 al 1988, era sempre della serie General Motors Turbo-Hydramatic conosciuta con la sigla 440-T4, mentre la seconda, in vendita dal 1988 al 1991 aveva sigla 4T60. Entrambe erano automatiche a quattro rapporti con leva di selezione al volante.
Le dimensioni variavano in base a diversi fattori. La lunghezza fu di 5.019 mm dal 1986 al 1988, 4.986 mm per i restanti anni e 4.981 per la versione Brougham del 1989. La larghezza fu di 1.839 mm dal 1986 al 1989 e 1.854 mm dal 1990 al 1991. L'altezza invece fu di 1.389 mm per la Delta 88 berlina, 1.410 mm per la Delta 88 coupé, 1.364 mm per la Eighty Eight Royale coupé, 1.384 mm per la Eighty Eight Royale berlina, 1.387 mm per la Eighty Eight berlina e 1.369 mm per la Eighty Eight coupé.
Questa serie di Eighty Eight possedeva come optional un sistema diagnostico che avvisava il guidatore della presenza di problemi tramite una voce sintetizzata dal computer e attraverso una spia accesa sul pannello strumenti..
Tra i messaggi di pericolo c'erano:
- "The engine coolant level is low!" (cioè “il livello del liquido di raffreddamento è troppo basso!”)
- "The engine is overheating! Please stop the engine and consult the owner's manual!" (“il motore si sta riscaldando! Ferma il motore e consulta il manuale!”)
- "The park brake is not fully released!" (“il freno per il parcheggio non è rilasciato completamente!”)
- "The key is in the ignition!" (quando si apriva la porta con la chiave inserita: “la chiave è inserita nel blocchetto!”)
- "The headlights are on!" (quando si spegneva l'auto con le luci accese: “le luci sono accese!”)

## L'undicesima serie: 1992-1999
La Oldsmobile Eighty Eight fu oggetto di un restyling nel 1992, che seguì un'analoga rivisitazione sulla Ninety Eight dell'anno precedente. Questa serie di 88 fu l'undicesima e ultima generazione, dato che venne sostituita dalla seconda serie della Aurora nel 1999. L'unico motore offerto era il V6 Buick da 3,8 L di cilindrata.
La linea della Eighty Eight fu rivista nel 1995 con l'intento di farla assomigliare alla Aurora. Nello stesso anno la General Motors cambiò il nome del modello Eighty Eight Royale in Eighty Eight e LSS. Quest'ultima fu una berlina sportiva lussuosa dedicata al mercato europeo, che era disponibile con un motore V6 sovralimentato e con la leva del cambio montata sul pavimento. L'allestimento LSS era originariamente un pacchetto delle 88 prodotte a partire dal 1992 e nel 1996 iniziò a comprendere dei sedili dal disegno simile a quelli del modello Aurora. Sempre nel 1996 fu applicato per l'ultimo anno l'originario logo Oldsmobile del razzo (in nero e argento) sul cofano. L'anno successivo, infatti, venne introdotto il nuovo logo Oldsmobile.
Dopo la fine della produzione della Ninety-Eight nel 1996, la Oldsmobile creò la Eighty Eight Regency, che fu in produzione dal 1997 al 1998 e che aveva installato gli stessi parafanghi anteriori e la medesima calandra della Ninety-Eight berlina, ma possedeva il corpo vettura della Eighty-Eight. La Regency aveva in dotazione una lunga serie di equipaggiamenti, tra cui il controllo della trazione, la tappezzeria in pelle, i sedili anteriori regolabili elettricamente in 8 posizioni con quella lato guida memorizzabile, il climatizzatore bizona e il controllo elettronico dell'altezza delle sospensioni. Era disponibile anche uno specchietto retrovisore lato guida speciale. Inoltre, lo specchietto interno regolabile in modalità giorno/notte venne collegato con lo specchietto esterno, ed entrambi potevano essere regolati contemporaneamente e al medesimo modo.
Le quattro versioni possedevano lo stesso passo, cioè 2.810 mm. Condividevano anche il pianale H della General Motors. Possedevano però dei tratti distintivi, come nelle sospensioni e nell'allestimento interno.
Motori:
- 1992–1994: 3,8 L V6 Buick 3800 Series I, 170 CV;
- 1995–1999: 3,8 L V6 Buick 3800 Series II, 205 CV;
- 1995: 3,8 L V6 Buick 3800 Series I sovralimentato, 225 CV;
- 1996–1999: 3,8 L V6 Buick 3800 Series II sovralimentato, 240 CV.

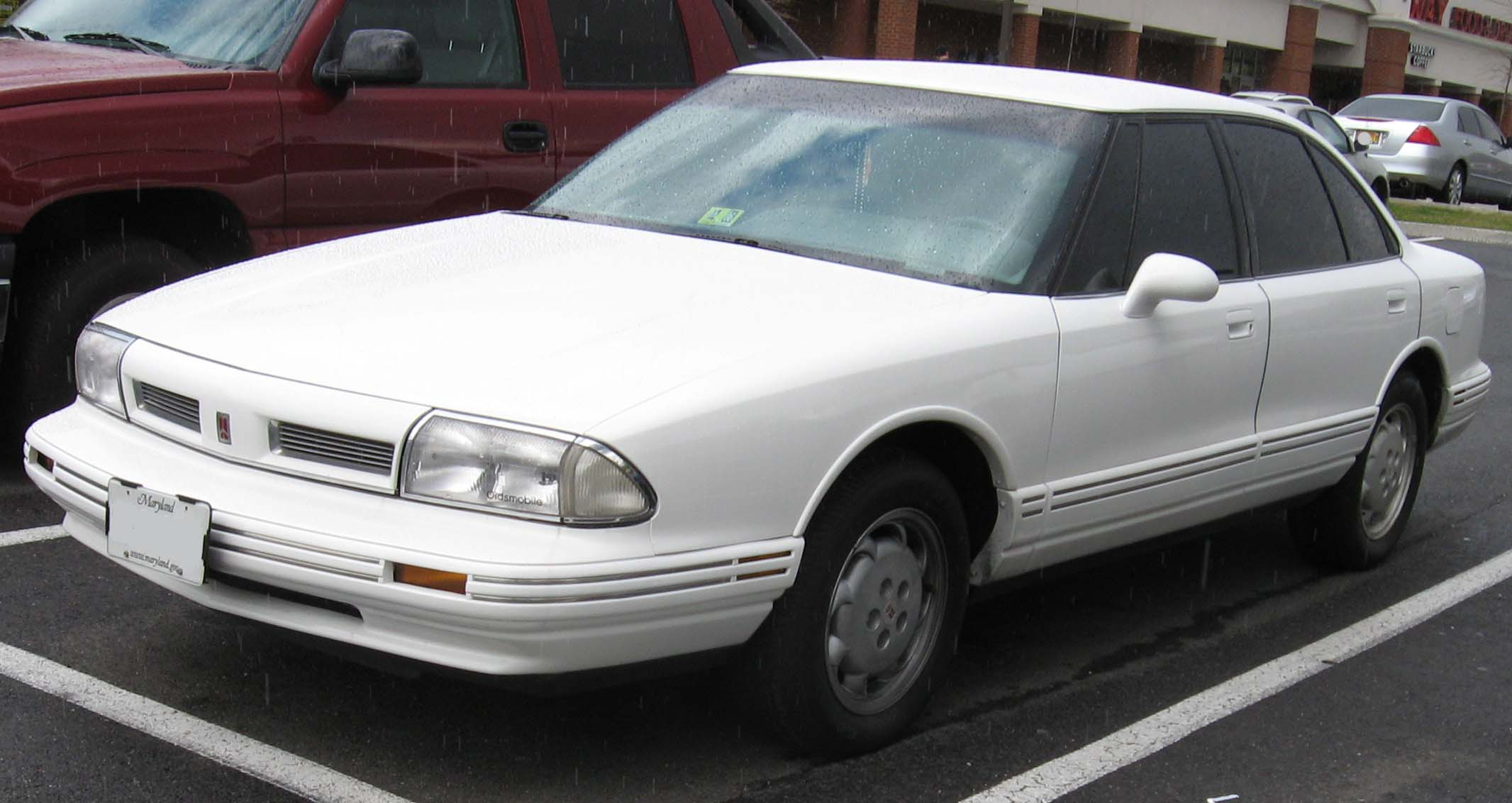
Un’Oldsmobile Eighty-Eight Royale

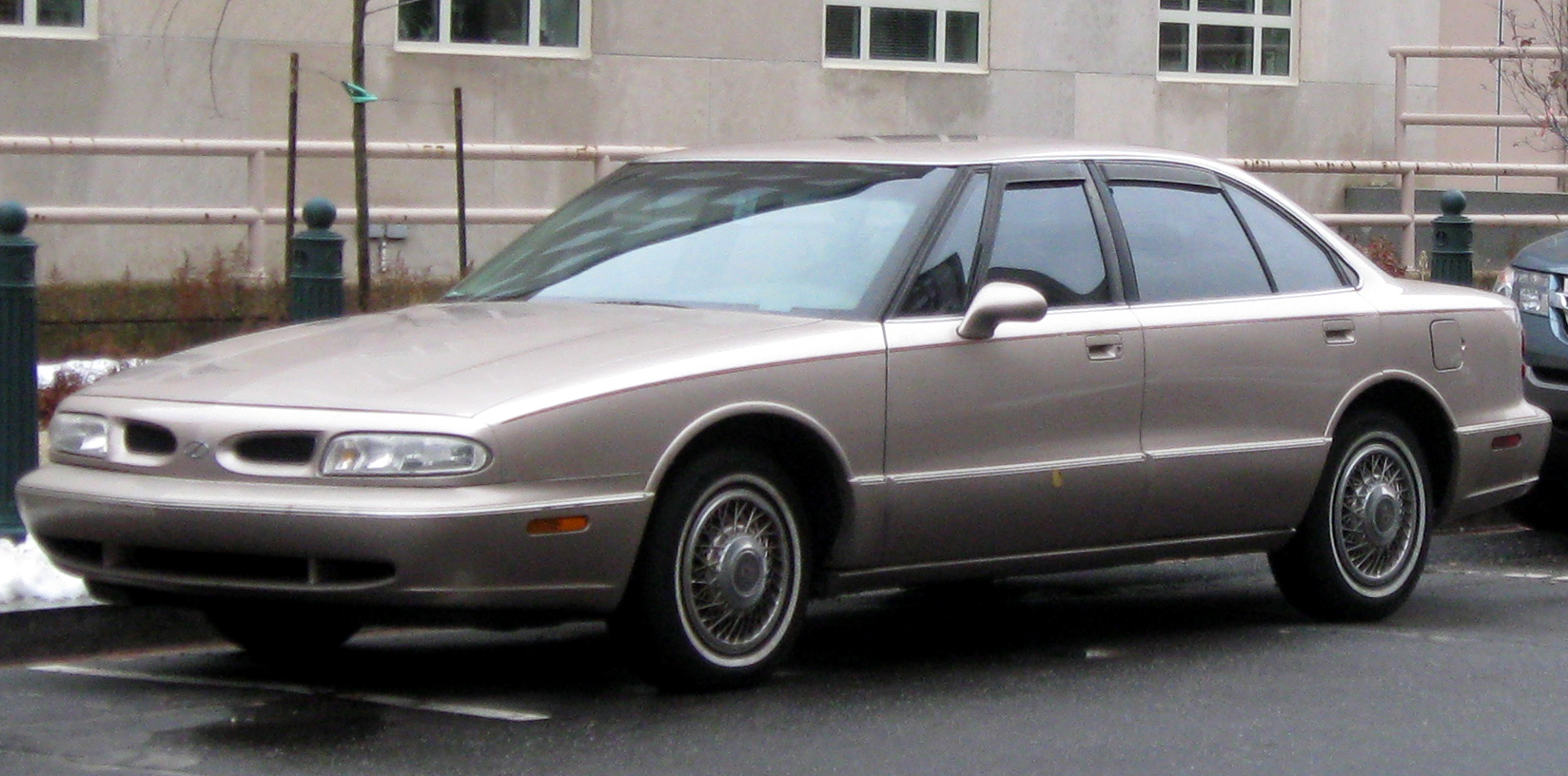
Un’Oldsmobile Eighty-Eight

Furono disponibili due trasmissioni, entrambe automatiche e a quattro rapporti, la 4T60-E e la 4T65-E.
Il motore era anteriore, mentre la trazione era posteriore.
Dal 1992 al 1999 la Eighty Eight fu prodotta negli stabilimenti di Lake Orion, nel Michigan.
I cambiamenti e le novità di anno in anno di questa serie furono:
1993: La serratura che copriva l'emblema sul bagagliaio fu rimossa;

1994: restyling: calandra in tinta e meno cromature nella parte posteriore;

1995: Il motore da 3,8 L fu potenziato da 170 CV a 205 CV. Fu aggiunto l'allestimento LSS, che comprendeva lo stesso propulsore, ma da 225 CV. Un'opzione rara fu il motore sovralimentato;
1996: A tutti i modelli venne cambiato il nome da 88 Royale a Eighty Eight e LSS. Al motore sovralimentato della LSS venne aumentata la potenza da 225 CV a 240 CV.
1997: Una versione superaccessoriata della 88, la Oldsmobile Regency, fu offerta per sostituire la Ninety-Eight;

1998: Tutte le Oldsmobile Eighty Eight e LSS (eccetto la Regency) cambiarono il logo della Casa automobilistica. Il 1998 fu l'ultimo anno della Regency;

1999: fu l'ultimo anno del modello, che fu l'ultima Oldsmobile berlina a poter ospitare, come optional, 6 passeggeri. L'ultima LSS fu prodotta il 23 settembre 1998, mentre l'ultima “Eighty Eight 50th Anniversary Edition” (cioè 50º anniversario) venne fabbricata il 6 gennaio 1999.